# Àrabs
Els àrabs (en àrab: عرب, ʻarab) són un poble semita originari d'Aràbia, present de forma majoritària al nord i est d'Àfrica i de forma minoritària a l'Índia, Indonèsia, l'Iran, el Kazakhstan, el Pakistan, Turquia i altres països.
Tot i que el concepte de poble àrab o de nació àrab ha anat canviant molt al llarg dels temps i dels diversos contexts sociopolítics, i que sovint s'ha confós amb agrupaments de tipus religiós (concretament, amb l'islam), actualment es defineix principalment pel fet de parlar la llengua àrab i no té cap connotació racial, cultural, religiosa ni política. A causa de l'extensió de la llengua àrab per tot l'Orient Mitjà i el nord d'Àfrica a partir del segle viii, modernament se solen considerar àrabs les persones que tenen com a llengua materna l'àrab, sigui quin sigui el seu origen ètnic o la seva religió, i, per extensió, també es consideren àrabs tots els naturals dels anomenats països àrabs, encara que en alguns d'aquests països hi hagi minories ètniques significatives de llengua no àrab.

## Etimologia del nom
L'ús més antic documentat del mot «àrab», a Mesopotàmia, es refereix a un grup de tribus nòmades existents al segle ix aC.
L'arrel de la paraula «àrab» (ʻ-r-b) té molts significats diferents en les llengües semítiques: ‘ponent’, ‘desert’, ‘barrejar’, ‘mercader’ o ‘corb’. Fins i tot és possible que algunes d'aquestes formes provinguin d'una metàtesi de l'arrel ʻ-b-r, que significaria ‘traslladar-se’, ‘travessar’, i per tant, se suposa, ‘nòmada’. Si l'àrab és inicialment ‘l'home o dona del desert’ o ‘l'home o dona que travessa el desert’, representaria la identitat beduïna en sentit estricte, és a dir, el conjunt de les tribus nòmades que vivien del pastoreig a Aràbia. Aquesta arrel (ʻ-r-b) també podria designar ‘el lloc on es pon el sol' (i d'aquí l'Èreb, les tenebres), és a dir, l'Occident. Els mots «àrab» i «Europa», doncs, podrien provenir ambdós del semític ereb, que significa ‘posta de sol’ (i per tant, ‘occident’); aquesta hipòtesi no és del tot acceptada, de moment.

## Identitat àrab

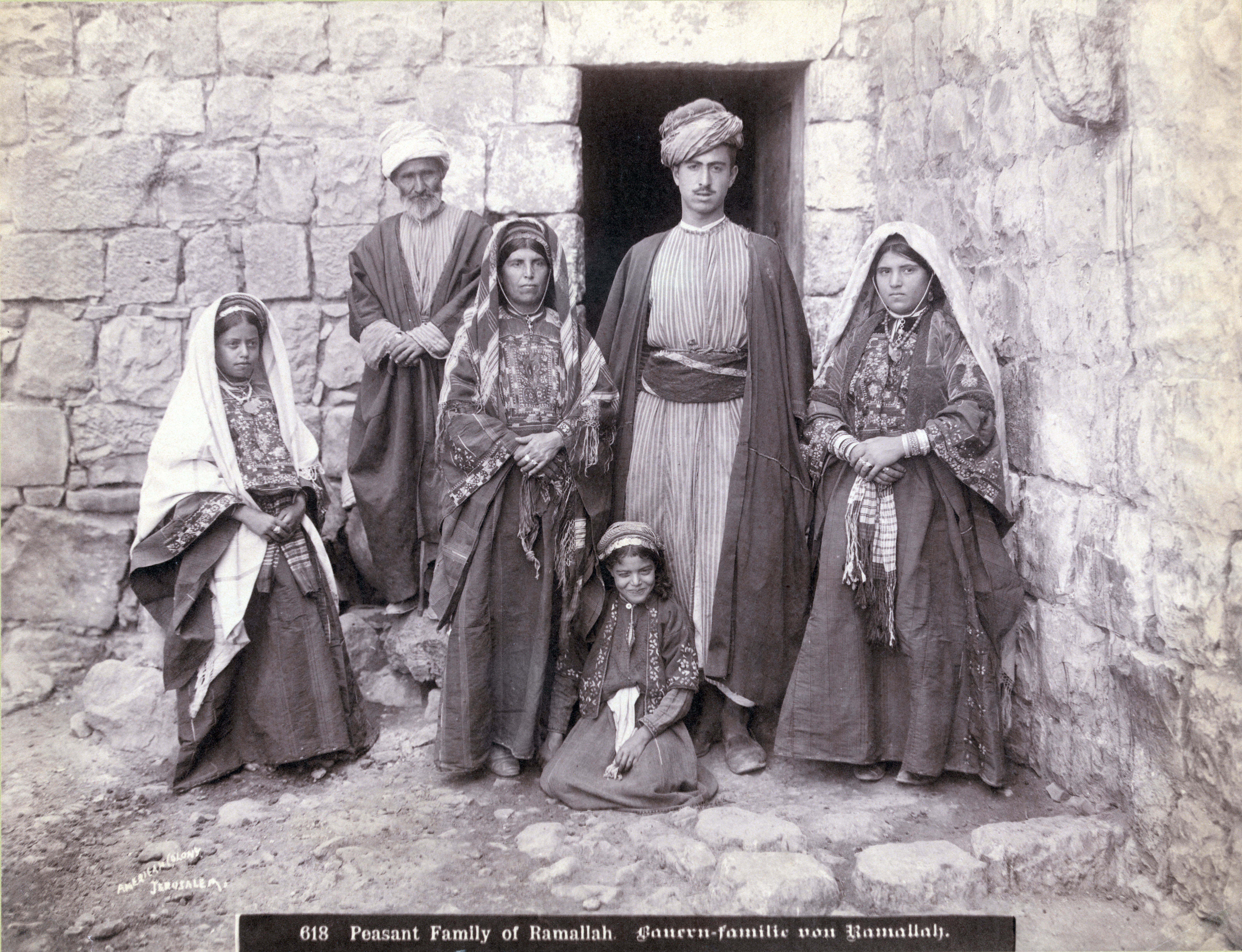
Família àrab de Ramal·lah, a l'inici del

La identitat ètnica dels àrabs no s'ha de confondre amb la seva adscripció religiosa, i és anterior a l'aparició de l'islam, tal com es demostra històricament per l'existència de regnes àrabs cristians i de tribus àrabs jueves a l'antiga Aràbia. Tanmateix, actualment la gran majoria dels àrabs són musulmans, amb petites minories que segueixen altres religions, principalment el cristianisme.
D'altra banda, els pobles islamitzats però no arabitzats, que constitueixen el 80% de la població musulmana mundial, no formen part del món àrab, però sí del món islàmic, que és geogràficament molt més extens i divers.
En l'actualitat, la definició de qui és o no és àrab ha d'incloure un o més dels tres criteris següents:

### Criteri genealògic
Àrabs són els descendents de les antigues tribus d'Aràbia, habitants inicials de la península Aràbiga i de Síria. Aquesta definició fou molt emprada a l'edat mitjana, per exemple per Ibn Khaldun, que distingeix en els Prolegòmens entre els àrabs sedentaris que havien estat nòmades en el passat i els àrabs beduïns que encara eren nòmades al desert. Utilitza l'expressió «àrabs exnòmades» per referir-se als musulmans sedentaris, però anomenant-los tot seguit segons la ciutat o el país on vivien, és a dir, egipcis, hispans o iemenites.
Els genealogistes àrabs medievals dividien els àrabs en tres grups:
- «Àrabs antics»: tribus que havien desaparegut o que havien estat desfetes, com els A'ad i els Thamud, sovint esmentades en l'Alcorà com a exemples del poder de Déu per destruir els pobles impius.
- «Àrabs purs»: els del sud d'Aràbia, especialment del Iemen, descendents de Qahtan (molts d'ells emigrats després de la destrucció de la presa de Marib), i els seus rivals del nord, descendents d'Adnan.
- «Àrabs arabitzats» (mustàriba): els del centre i nord d'Aràbia, descendents d'Ismael, fill d'Abraham. El Llibre dels Jubileus explica que els fills d'Ismael es van barrejar amb els fills de Queturà i Abraham, i que els seus descendents s'anomenaren «àrabs» i «ismaelites».

El criteri genealògic, però, va anar perdent força a mesura que diferents pobles s'anaven identificant progressivament com a àrabs.
Ara bé, des de finals dels anys 1980, i sobretot des de principis de segle, els genetistes han treballat sobre el cromosoma Y (transmès de pare a fill) i sobre l'ADN mitocondrial (transmès de la mare als fills), que tenen la particularitat de ser transmesos íntegrament (llevat del cas d'una mutació). Per tant, és possible remuntar-se als ancestres comuns de les diferents poblacions del món i, en particular en aquest cas, als de les poblacions àrabs. D'altra banda, s'han fet estudis molt recentment sobre un gran nombre de gens dels cromosomes homòlegs o autosomes (tots els cromosomes amb l'excepció dels cromosomes X i Y).

### Criteri lingüístic
Els àrabs són els que parlen àrab com a llengua materna, incloent-hi qualsevol de les seves varietats locals. Aquesta definició abasta més de 300 milions de persones. Tanmateix, alguns grups que compleixen aquest criteri rebutgen d'anomenar-se àrabs pel fet que no tenen ancestres àrabs. Per exemple, els egipcis prefereixen definir-se pròpiament com a egipcis, i no àrabs.

### Criteri geopolític
En el context del modern nacionalisme, és àrab qualsevol ciutadà de qualsevol estat on l'àrab és l'idioma oficial o un dels idiomes oficials, o que simplement forma part de la Lliga Àrab (amb la qual cosa l'àrab és idioma oficial d'aquell país, encara que no el parli la majoria de la població). Aquesta definició també inclouria més de 300 milions de persones, però és la més contestada i la més simplista de les tres. És un criteri que exclou tota la diàspora àrab fora del món àrab i, en canvi, inclou no sols els que es consideren àrabs sinó també poblacions arabitzades que no es consideren àrabs elles mateixes, com ara la majoria de libanesos i d'egipcis, tant cristians com musulmans, i també minories ètniques no arabitzades que han conservat les pròpies llengües, diferents de l'àrab, com els amazics del Marroc i d'Algèria, els kurds de l'Iraq o els somalis, majoritaris a Somàlia, un país no àrab i tanmateix membre de la Lliga Àrab.

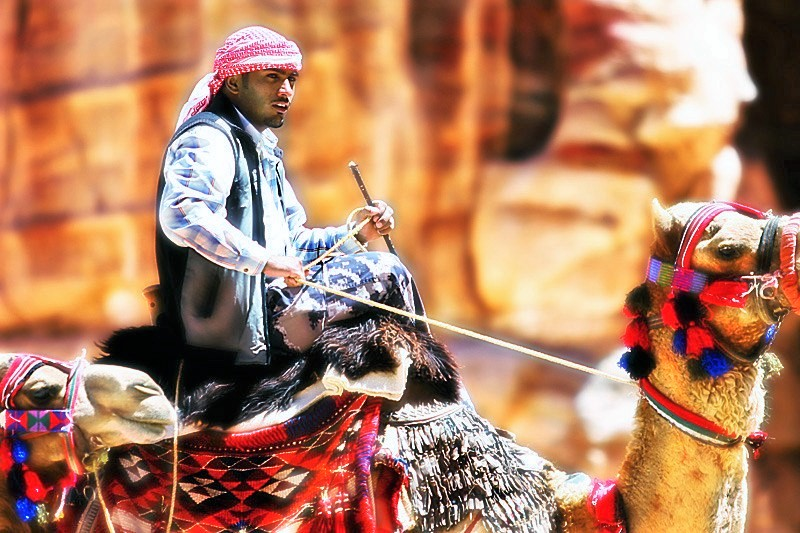
Cameller beduí tradicional, a Jordània
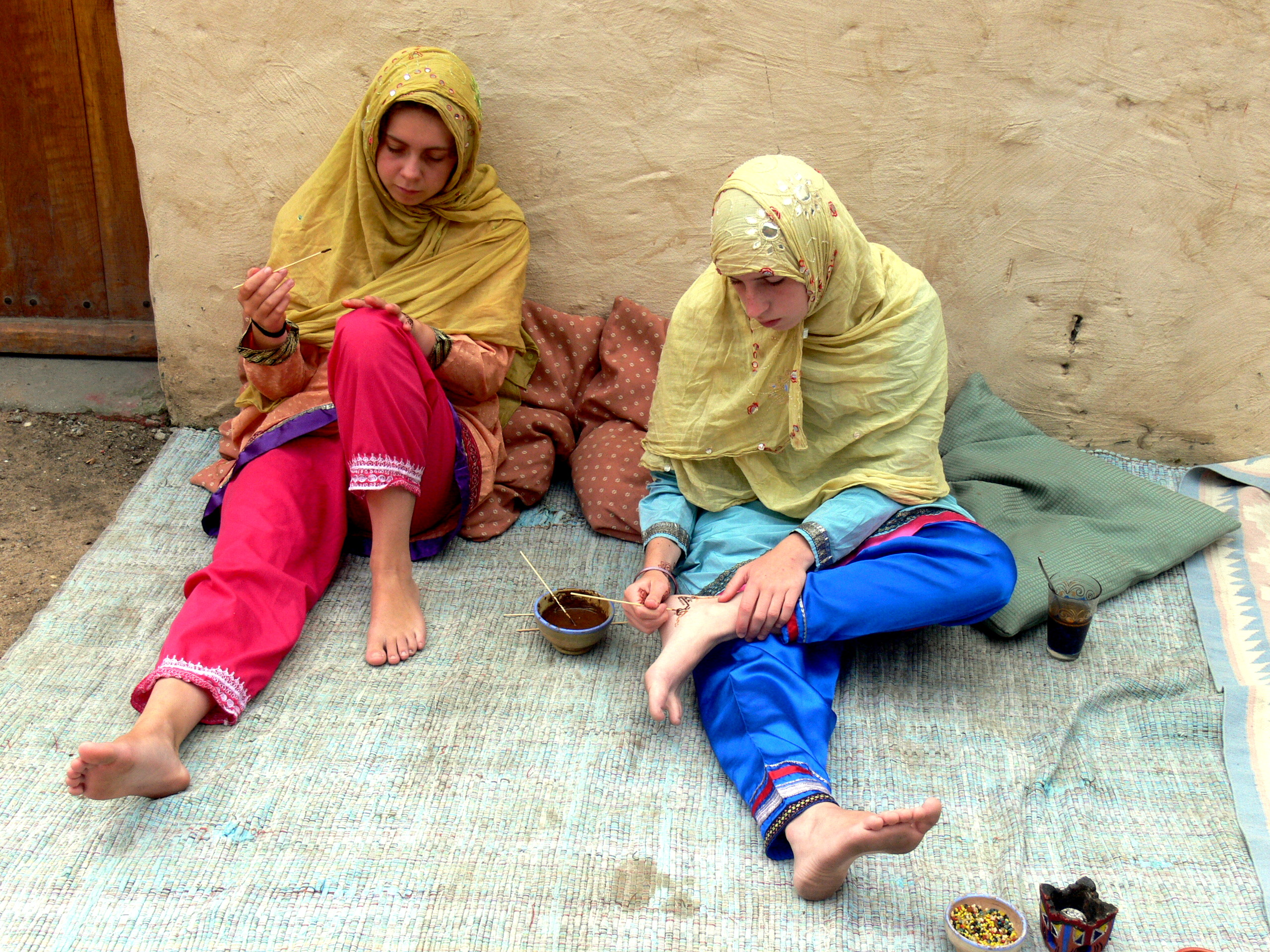
Noies àrabs pintant-se amb henna
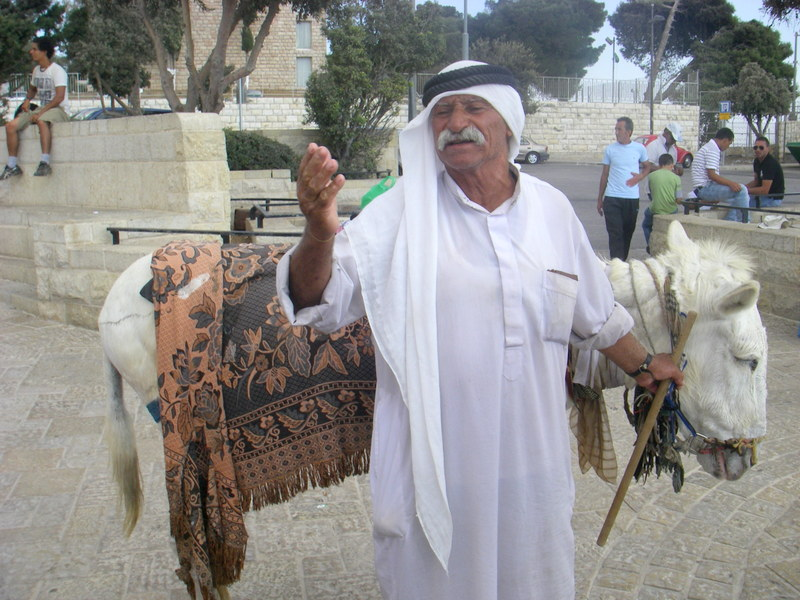
Un vell àrab d'Israel-Palestina
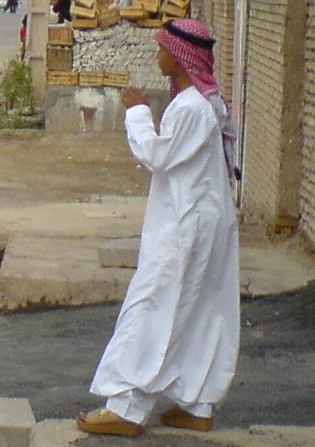
Un àrab de l'Arabistan (Iran)
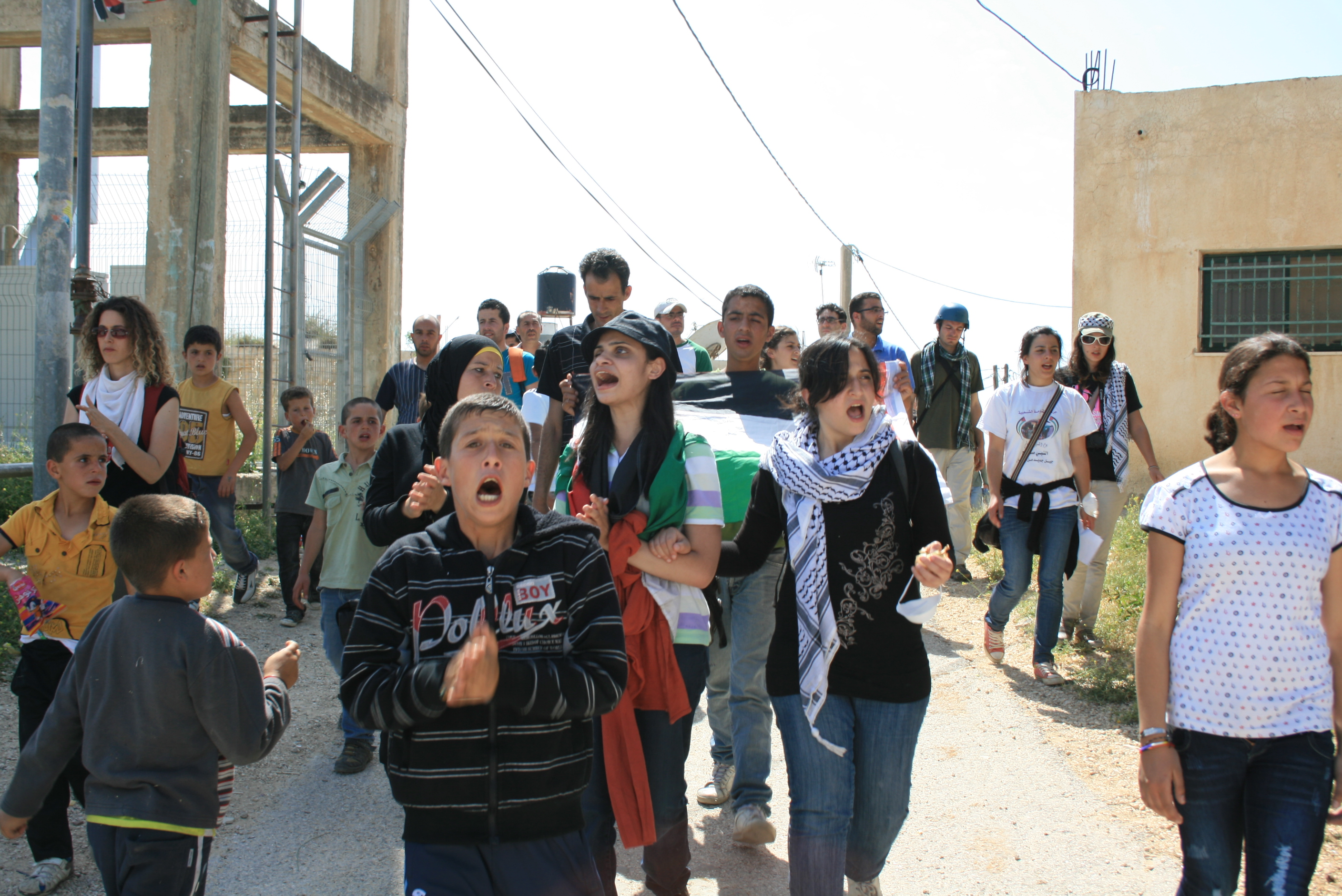
Nens i joves palestins en una manifestació
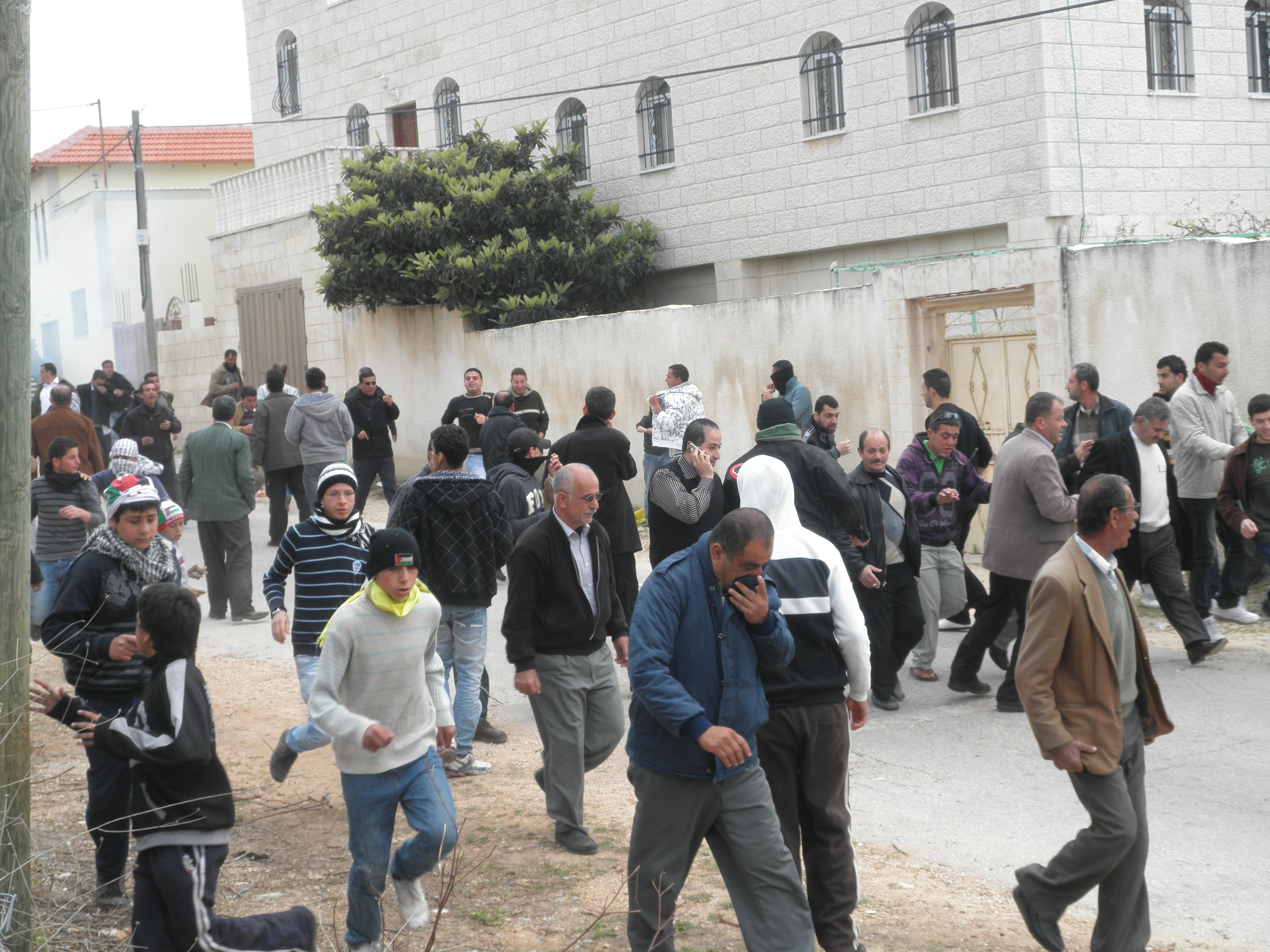
Manifestació a Palestina contra l'ocupació israeliana

### Diversitat de criteris en l'actualitat
La importància relativa de cadascun d'aquests tres factors es veu de manera diversa segons qui ho formuli, i sovint hi ha discussions. En general, la majoria dels que es consideren a si mateixos àrabs es basen en una superposició de les definicions geopolítica i lingüística. En general, no s'accepta una definició política de qui és àrab si això no inclou alhora el fet de parlar àrab. Per exemple, són pràcticament inexistents els kurds i molt pocs els amazics que s'identifiquen ells mateixos com a àrabs. Algunes minories religioses de l'Àsia occidental i del nord d'Àfrica que parlen àrab, com els cristians d'Egipte, Líban i Síria, a vegades no es consideren ells mateixos àrabs i, òbviament per motius polítics, tampoc no s'anomenen àrabs els jueus orientals, originaris dels països àrabs, que són de llengua i cultura àrabs però de religió jueva.
La Lliga Àrab va establir en la seva declaració fundacional, el 1946, que era àrab «una persona que parla àrab, que viu en un país de llengua àrab, que simpatitza amb les aspiracions dels pobles de llengua àrab» (una curiosa, tot i que confusa, combinació de definició lingüística, geogràfica i política).

### Evolució històrica
Durant l'època d'expansió de l'islam, els segles vii i viii, els àrabs van crear un gran imperi governat successivament pels Raixidun, pels Omeies, i pels Abbàssides, els límits del qual tocaven França a l'oest, la Xina a l'est, l'Àsia Menor al nord, i el Sudan al sud. Els àrabs van expandir l'islam i la seva llengua, que és la llengua de l'Alcorà, mitjançant conversions i assimilació cultural. Molts grups es conegueren com a «àrabs» al llarg d'aquest procés d'arabització, complementari de la conquesta militar. Per tant, amb el temps, el terme «àrab» es va anar carregant d'un significat més ampli que el de l'ètnia originària: apareix un «àrab cultural» enfront de l'«àrab ètnic». El panarabisme proclama que els àrabs comparteixen una mateixa història, una mateixa cultura i una mateixa llengua. La conseqüència lògica d'això fou la reclamació d'un estat sobirà on quedessin agrupats tots els territoris àrabs, però el panarabisme ha de competir sovint amb els nacionalismes locals, especialment al Líban, a Síria, a l'Iraq i a Egipte.
A l'edat mitjana, els cristians d'Itàlia i els croats en general preferien el mot «sarraïns» per a tots els musulmans, sense distinció. Els cristians de la península Ibèrica els anomenaven moros, també sense distinció d'origen, incloent-hi els que vivien a la península, tot i que aquest terme designava originàriament els habitants del Magrib a l'antiguitat.

## Llengua

Domini lingüístic i dialectes de l'àrab

Països on l'àrab és l'única llengua oficial (verd), i on comparteix l'oficialitat amb altres llengües (blau). No s'inclouen al mapa les minories arabòfones en països limítrofs no àrabs

La llengua àrab, el principal factor definitori i unificador dels àrabs, és una llengua semítica originària d'Aràbia que aquest poble ha aconseguit expandir enormement com a primera o segona llengua, i sobretot com a llengua litúrgica de tots els musulmans, per Àsia occidental i Àfrica del Nord. Aquesta expansió a través de tants pobles inicialment no àrabs va resultar en la seva aculturació i, en alguns casos, en la dominació pels àrabs. L'arabització, un moviment lingüisticocultural, sovint, però no sempre, ha anat lligada a la islamització, un moviment religiós.
Amb l'expansió de l'islam al segle vii, l'àrab, la llengua en la qual fou escrit l'Alcorà, esdevingué la lingua franca de tota la conca mediterrània. Fou en aquest període que la llengua i la cultura àrabs es van expandir extensament tot acompanyant l'expansió de l'islam, tant per les conquestes com pel contacte cultural.
La llengua i la cultura àrabs, tanmateix, van tenir una primera expansió més reduïda abans del Renaixement islàmic, des del segle ii, per l'oest d'Àsia, amb els àrabs cristians (les tribus gassànides, làkhmides i Banu Judham) que van emigrar des del nord d'Aràbia cap al desert de Síria i cap a la costa oriental de la Mediterrània (Palestina i Líban).

### Alfabet àrab

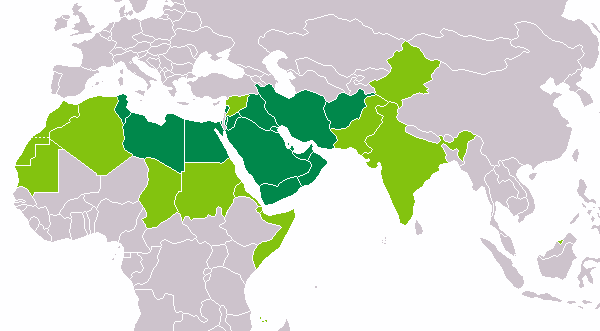
Verd fosc: estats on l'alfabet àrab és l'únic oficial
Verd clar: estats on es fa servir l'alfabet àrab a més d'uns altres

La llengua àrab s'escriu en el seu propi alfabet, l'alifat, des del segle iv. L'alfabet àrab va sorgir d'una evolució de l'alfabet nabateu, que prové de la variant siríaca de l'alfabet arameu, i aquesta variant deriva de l'alfabet fenici. És un alfabet consonàntic molt semblant a l'hebreu. Això vol dir que les vocals curtes no s'escriuen, sinó que s'han de deduir del context. Aquesta situació es veu alleujada amb el fet que les llengües semítiques posen la major part del significat en les consonants i vocals llargues, que sí que s'escriuen. L'escriptura àrab, que va de dreta a esquerra, és una escriptura lligada i cursiva, més que una successió de caràcters individuals. Això vol dir que la forma de la lletra està influïda per la seva posició dins de cada paraula o en la frase.
D'abans de l'arribada de l'islam només es conserven cinc inscripcions que siguin indubtablement en alfabet àrab. Al segle vii es van afegir punts al damunt i a sota de les lletres per diferenciar-les, ja que la llengua aramea només tenia 15 lletres amb les quals l'àrab havia de representar els seus 28 sons, amb les consegüents ambigüitats. El document més antic conservat que utilitza aquests punts data del 643, però aquest sistema per diferenciar els sons no va ser obligatori fins a molt més tard. Cap al segle viii s'alterà l'ordre de les lletres, que van ajuntar-se per afinitat de forma. També es van afegir signes vocàlics i diacrítics per facilitar la lectura i eliminar parcialment les ambigüitats, al principi utilitzant un sistema de punts vermells. Tanmateix, aquest sistema també provocava certa confusió amb els punts de les lletres i uns cent anys més tard s'adoptaria l'actual sistema de diacrítics. Amb l'expansió territorial, moltes altres llengües han adoptat històricament l'alfabet àrab o ho segueixen fent actualment; les principals que ho fan actualment són l'urdú i el persa, i entre les històriques en destaquen el turc fins a l'any 1928 i la llengua romànica que parlaven els mossàrabs. Sovint, l'adopció d'aquest alfabet per part d'una altra llengua, especialment si no és una llengua semítica, ha comportat la necessitat d'adaptar-lo, incorporant-hi algunes lletres noves.
La cal·ligrafia àrab és considerada un art en si mateix. Com que l'islam sunnita prohibeix la representació de figures animades, les mesquites i els altres edificis públics de l'àmbit musulmà solen estar decorats amb versos de l'Alcorà delicadament escrits generalment amb relleus de guix. N'és un exemple el palau de l'Aljaferia de Saragossa.

### Nom àrab
El nom àrab clàssic estava compost amb diverses parts, amb un ordre que no es mantenia sempre igual, i podent-se'n ometre algunes parts. Entre els àrabs actuals, aquest sistema clàssic ha evolucionat, sovint per la influència dels sistemes antroponímics europeus, cap a diversos sistemes, que podem anomenar «moderns».
Els noms àrabs clàssics poden constar de sis parts:
- el prenom (ism), que correspon al prenom o nom pròpiament dit de la persona; se li dona poc després del naixement i pot ser simple o compost; és la part del nom que hom utilitza per referir-se a amics o familiars;
- l'indicador de paternitat o maternitat (kunya), amb què s'indica la relació de paternitat o maternitat, fictícia o real, o, més rar, un concepte abstracte; està format per la partícula de filiació Abu (أبو, ‘pare’ per als homes o Umm (أم, ‘mare’) per a les dones, seguida del nom propi (ism) del fill o filla; l'origen cal buscar-lo en la tendència general, entre els pobles primitius, a considerar la pronúncia del nom propi d'algú com a tabú, de manera que anomenar algú pel nom del seu fill resoldria aquesta «prohibició»;
- l'indicatiu de filiació (nàssab), format per una enumeració més o menys llarga dels ascendents; de fet, històricament, la possibilitat de recordar els propis avantpassats fins, pràcticament, al principi dels temps, era un signe de noblesa o notabilitat, especialment entre els llinatges reials i els llinatges tribals beduïns;
- l'indicatiu ètnic o geogràfic (nisba), que designa la tribu, el clan o la família a què es pertany o també el lloc on s'ha nascut o viscut, o d'on prové la família (o, en el cas de personatges històrics, el lloc on ha mort el personatge);
- l'àlies o malnom o títol honorífic (làqab), relatiu a alguna característica física, moral o honorífica; originàriament, pot tenir una funció similar a la kunya, és a dir, servir per a referir-se a algú sense esmentar-ne el veritable nom; històricament, ha esdevingut també un títol honorífic amb què es pretenia prestigiar el nom de molts governants o personatges insignes; i
- l'indicatiu d'ofici (ism mànsab), relatiu, com el nom indica, a l'ofici de la persona; però sovint es refereix a l'ofici del pare o d'un avantpassat, de manera que es perpetuava especialment en el nàssab dels descendents de la persona que havia exercit o excel·lit en una professió.

Alguns d'aquests elements formaven part del nom des del naixement, mentre que d'altres s'afegien al llarg de la vida.
Modernament, el nom àrab en la majoria dels països s'ha simplificat, occidentalitzat i actualment està format pel nom personal, l'ism, més un cognom, el nàssab. Aquest cognom, depenent dels llocs, pot procedir d'una kunya, nisba o nàssab que en el moment d'enregistrar la població, en l'època dels imperis colonials, ja identificava la família. D'aquesta manera, els immigrants nord-africans o del Orient Mitjà ja arriben a Europa amb el nom occidentalitzat.

### Numerals àrabs
Hi ha dos tipus de numerals en l'escriptura àrab: els numerals àrabs estàndards, que són emprats al món àrab, i els numerals araboorientals, utilitzats a l'escriptura àrab de l'Iran, el Pakistan i l'Índia. Els numerals, al contrari que les lletres, s'escriuen i llegeixen d'esquerra a dreta.
Com es pot apreciar en el quadre següent, els dos sistemes només difereixen en el 4, el 5 i el 6:
| numerals estàndard |   |
| ٠                  | 0 |
| ١                  | 1 |
| ٢                  | 2 |
| ٣                  | 3 |
| ٤                  | 4 |
| ٥                  | 5 |
| ٦                  | 6 |
| ٧                  | 7 |
| ٨                  | 8 |
| ٩                  | 9 |

| numerals araboorientals |   |
| ۰                       | 0 |
| ۱                       | 1 |
| ۲                       | 2 |
| ۳                       | 3 |
| ۴                       | 4 |
| ۵                       | 5 |
| ۶                       | 6 |
| ۷                       | 7 |
| ۸                       | 8 |
| ۹                       | 9 |

## Cultura
La cultura àrab no és tan sols la cultura dels àrabs, sinó que inclou tot allò que tenen en comú els pobles de llengua àrab i també les diverses especificitats que es manifesten entre si, especialment als països de l'Orient Mitjà. A més, pel fet que els àrabs es van expandir pels països veïns des de molt antic i van anar assimilant les cultures preexistents en tots aquests països, sovint més desenvolupades que la seva, ara no és possible destriar una cultura pròpiament àrab de la que s'anomena cultura islàmica. Les diversitats existents en religió, art i gastronomia són alguns dels termes principals que defineixen la cultura àrab.

### Arts plàstiques

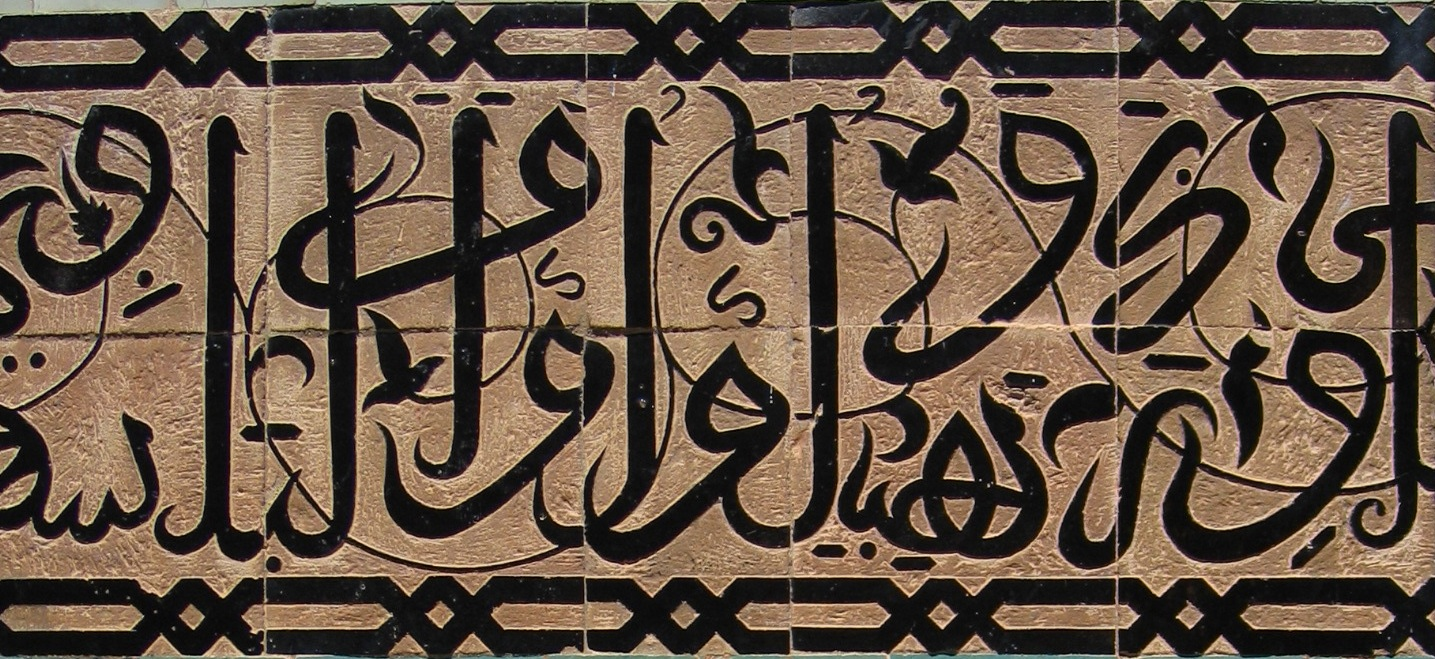
Cal·ligrafia mural al Marroc

A causa de la relativa prohibició alcorànica de representar la figura humana, l'art aràbic s'ha hagut de limitar sovint a una sèrie de disciplines no figuratives que inclou les miniatures, la cal·ligrafia o els arabescos.
L'art islàmic va néixer i es va desenvolupar a partir del segle vii, absorbint i superant el primitiu art del poble àrab preislàmic. A causa de l'expansió de l'islam, s'estengué ràpidament per l'Orient Pròxim i per la Mediterrània fins a la península Ibèrica, i arribà fins a Pèrsia i l'Índia.
L'art islàmic presenta una certa unitat estilística deguda als desplaçaments dels artistes, dels comerciants i de les obres. L'ús d'una escriptura comuna en tot el món musulmà i la importància particular de la cal·ligrafia reforcen aquesta idea d'unitat. Altres elements han estat posats en valor de manera general, com l'atenció preferent a les arts decoratives i la importància que es dona a la geometria i a les decoracions en entapissat. Tanmateix, malgrat aquests trets comuns, aquest art presenta una gran diversitat de formes, segons els països i les èpoques.
Si bé l'art islàmic no es manifesta gairebé gens en l'escultura, el treball dels objectes de metall, d'ivori o de ceràmica ateny sovint una gran perfecció tècnica. També destaquen la pintura i la il·luminació dels llibres sagrats i profans amb representacions humanes, d'animals i, malgrat que no sigui corrent, fins i tot del Profeta.

### Arquitectura

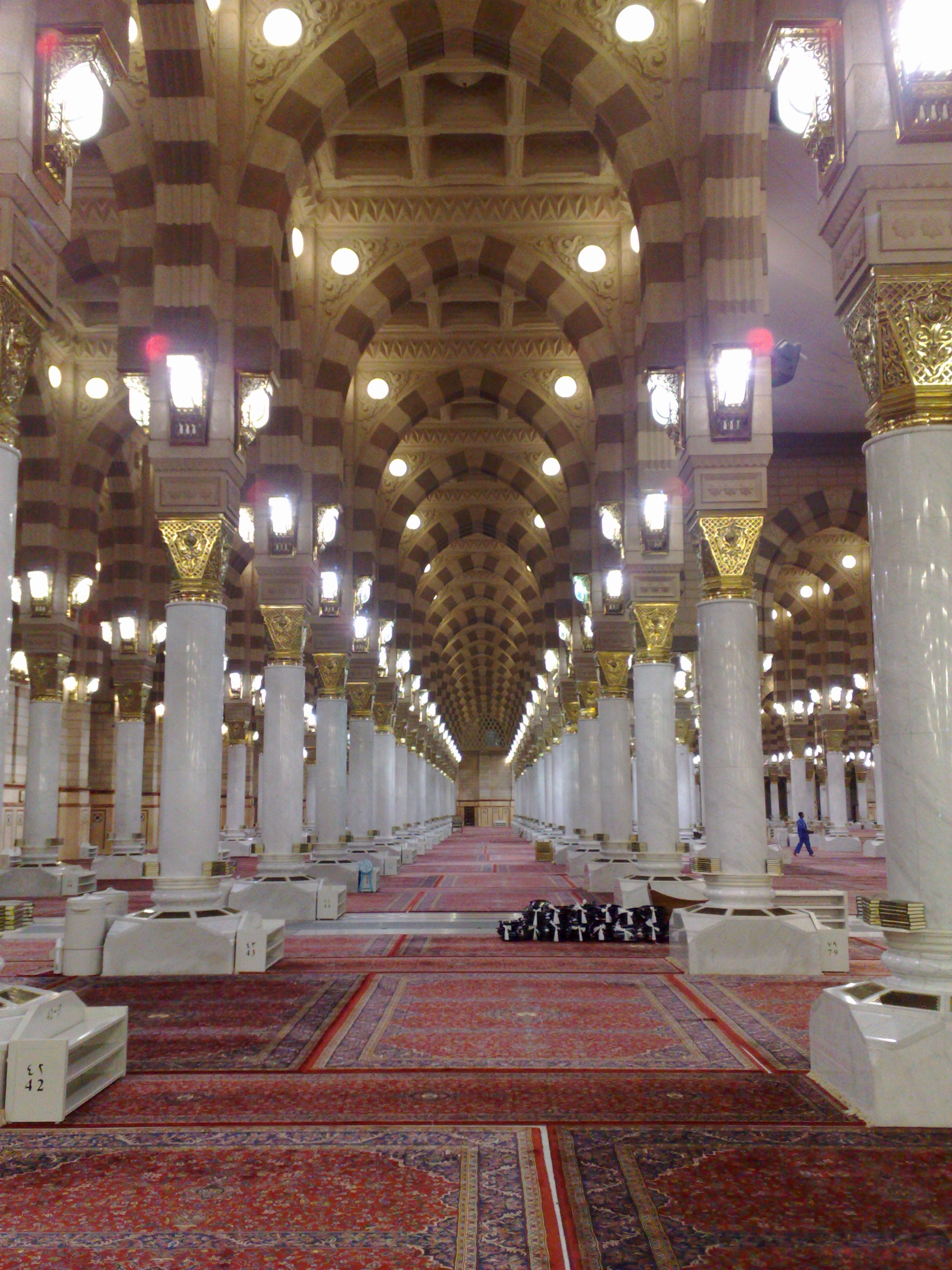
Columnata de la mesquita de Medina

L'arquitectura islàmica, més que no àrab, és un terme ample que agrupa els estils religiosos propis de la cultura islàmica des dels temps de Mahoma fins avui en dia, influenciant el disseny i construcció d'edificis i estructures arreu del món. Els tipus principals de construccions de l'arquitectura islàmica són: la mesquita, la madrassa, la tomba, el palau i el fort, encara que també van destacar edificacions de menor importància com ara els banys públics, les fonts i l'arquitectura domèstica. Es diu que la columna, l'arc i la cúpula són la «santíssima trinitat» de l'arquitectura islàmica, ja que les tres juntes són característiques que li donen bellesa i originalitat.
D'altra banda, la decoració dels edificis és sempre a base de motius geomètrics, vegetals i cal·ligràfics, a causa del tabú de les representacions figuratives.

### Música

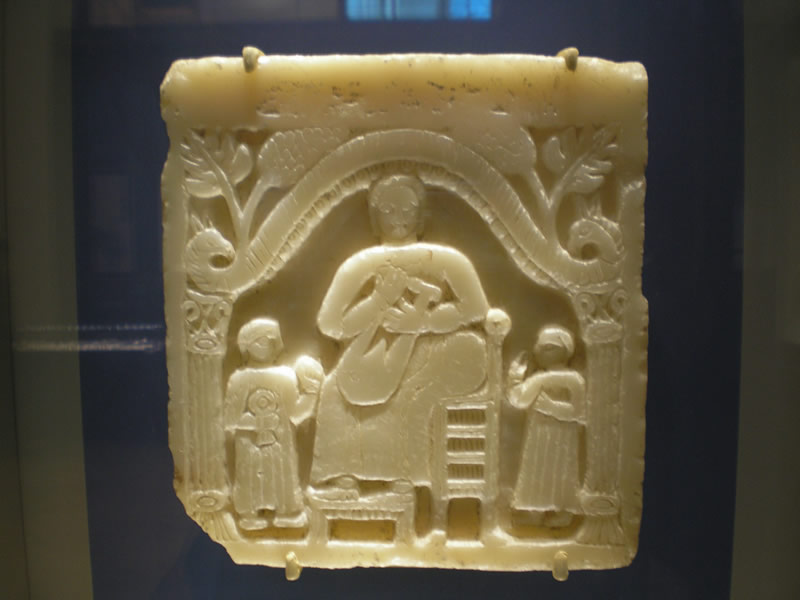
Escena musical,

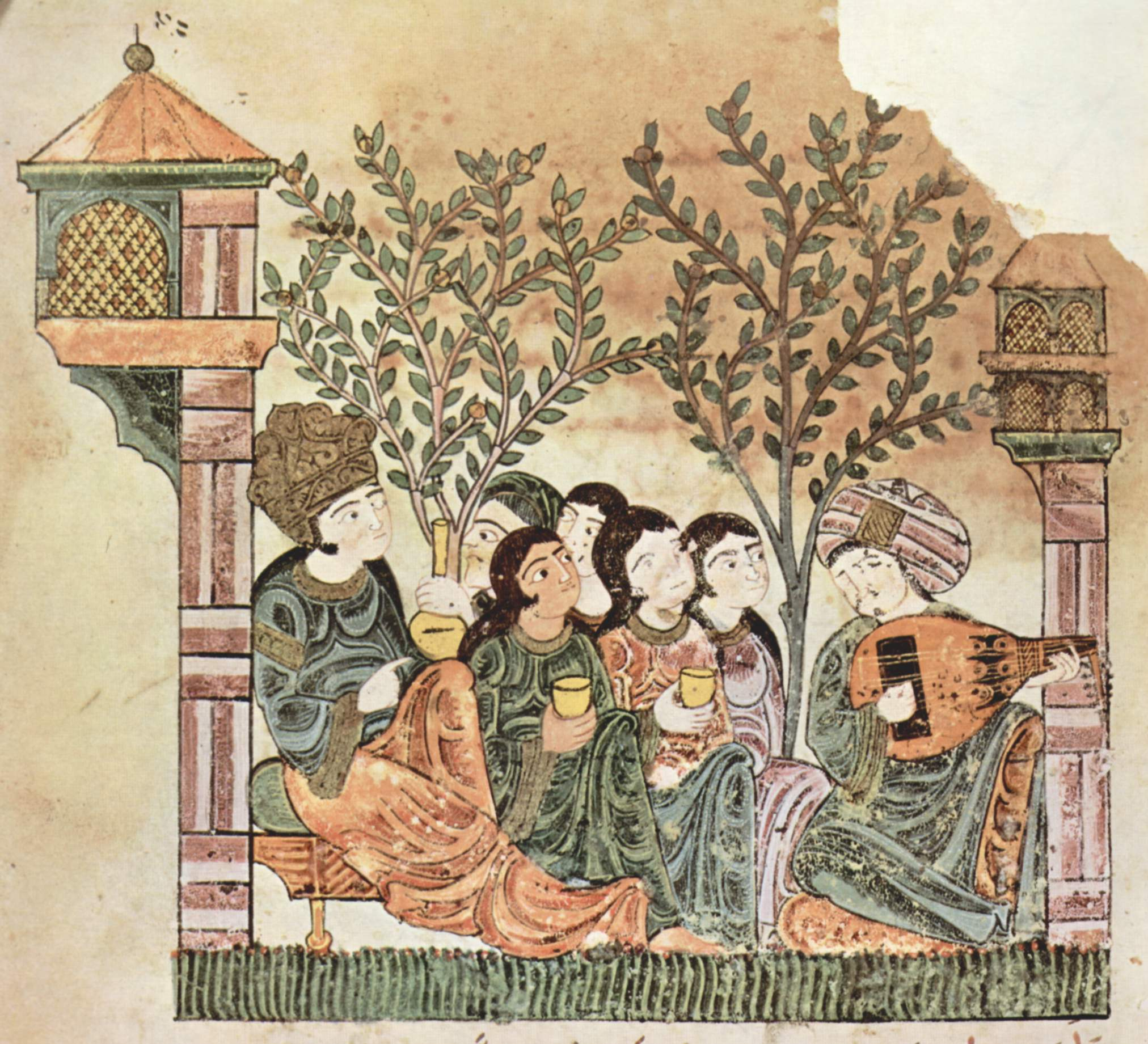
«Bayad li toca el llaüt a la senyora», manuscrit de finals del

La música àrab es classifica en tres tipus: clàssica, sentimental i tradicional. S'hi poden trobar des de peces de música secular i popular fins a algunes de caràcter eminentment religiós. És particular l'enfocament que la música àrab atorga a la melodia i al ritme, ja que genera una música homofònica i contraposada a la qüestió harmònica.
La música àrab és, de fet, la música dels pobles araboparlants, dins i fora de la península Aràbiga. El món musical àrab ha estat dominat durant molt de temps per la ciutat del Caire, tot i que hi hagi una gran quantitat de centres d'innovació musical i d'estils regionals des del Marroc fins a Iraq. Ara bé, des de fa alguns anys, Beirut ha desplaçat el Caire com a principal centre de producció musical àrab. La música clàssica àrab és enormement popular entre la població, especialment un petit nombre d'intèrprets «superstars» coneguts arreu del món àrab. Una de les primeres compositores va ser Jamila. Entre els estils regionals de música popular s'identifiquen el raï algerià, el gnawa marroquí, el sawt kuwaitià i el gil egipci.
Fora del món àrab, cal dir que a Turquia, país no àrab però sí musulmà, també és molt viva la música popular d'estil àrab, però cantada en turc. A més, part dels conceptes musicals àrabs han entrat en contacte amb la música d'altres llocs, destacant la seva presència en el flamenc de la península Ibèrica i Occitània, i en ritmes africans, tant en llengua amaziga a l'Àfrica del Nord, com en suahili a l'Àfrica Oriental.

### Literatura

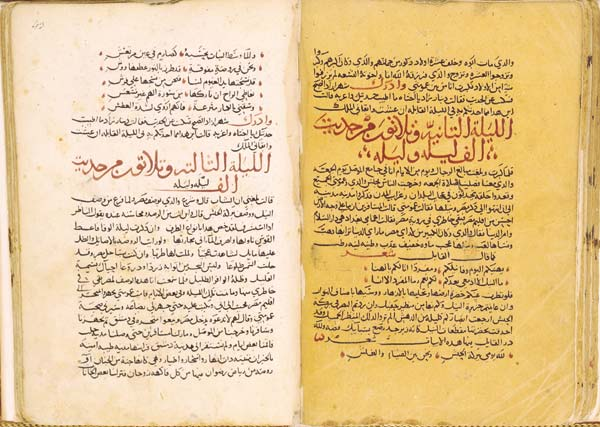
Exemplar d'un dels manuscrits més antics de Les mil i una nits

La literatura aràb, que no inclou les altres literatures escrites en alfabet àrab, com la persa i la urdú, s'estén al llarg de dos mil·lennis, i se'n distingeixen tres fases: la literatura preislàmica, la islàmica i la moderna.
Les primeres manifestacions literàries que n'han perviscut són del segle vi. El període preislàmic és conegut entre els musulmans com a Jahiliyya (الجاهلية) o «període de la ignorància». Tanmateix, sembla clar que va existir una important literatura de tradició oral, bàsicament poètica i oratòria, la qual fou aparentment considerable i molt perfecta.
L'Alcorà (644-655) és la principal font literària àrab, amb una influència capital sobre la llengua: l'àrab alcorànic és considerat com l'àrab clàssic i, encara que l'àrab modern se n'hagi allunyat lleugerament, segueix sent considerat el model lingüístic per antonomàsia. A més, va inspirar moltes obres ulteriors i no sols és la primera obra amb una extensió significativa escrita en àrab, sinó que també suposa un enriquiment estructural respecte a les primitives mostres de literatura en aquesta llengua.
La investigació sobre la vida de Mahoma (els hadits) per tal de determinar la legitimitat dels diversos escrits fou una de les primeres motivacions importants per aprofundir la llengua. La tradició explica que el califa Alí ibn Abi-Tàlib, després de llegir un Alcorà amb errors, va instar Abu-l-Àswad ad-Dualí a escriure una obra en la qual es codifiqués la gramàtica de l'àrab. Al-Khalil ibn Àhmad, més endavant, escrigué Kitab al-ayn, el primer diccionari d'àrab, i el seu deixeble, Sibawayh, produiria l'obra més respectada de gramàtica àrab, coneguda simplement com Al-kitab (El llibre).
A les darreries del segle vii, el califa Abd-al-Màlik ibn Marwan va fer de l'àrab la llengua oficial de l'administració del nou imperi, cosa que va afavorir que la literatura àrab sortís definitivament de la península Aràbiga i es desenvolupés per totes les terres on s'estenia l'islam, i on l'àrab esdevingué llengua de prestigi. Es va obrir així l'ampli camp de la literatura àrab clàssica, que va gaudir d'una gran profusió de gèneres i autors.
El califa Hixam ibn Abd-al-Màlik (691-743) afavorí la literatura quan va encarregar la traducció de moltes obres a l'àrab. Va ser a partir d'aquestes traduccions que les obres originals, especialment les de la literatura de l'antiga Grècia, es redescobriren a Europa durant l'edat mitjana. El califa Al-Mamun (787-833) va fer construir la Bayt al-Hikma o Casa de la Saviesa, a Bagdad, per a la investigació i l'elaboració de traduccions.
Una part molt important de la literatura àrab anterior al segle xx és poètica, fins al punt que fins i tot la prosa estava plena de versos solts o es feia en forma de saj (prosa rimada). Això és a causa del fet que la literatura havia de ser llegida en veu alta, per això es tenia gran cura de la sonoritat dels textos. En prosa, destaquen al-Baladhurí, el primer gran biògraf, que privilegià la descripció del personatge per damunt de la simple lloança, els famosos llibres de viatges d'Ibn Battuta, o Ibn Khaldun, l'historiador considerat com el més gran del món àrab, i que fou el primer del món i l'únic àrab a fer filosofia de la història; en la introducció de la seva obra principal, Muqàddima, se centra en la societat, constituint així un text fundacional de la sociologia i de l'economia.
Més endavant, la poesia va tenir un paper molt important en el sufisme, en què el poema d'amor tenia una importància superior, i tocava l'aspecte místic i religiós. En destaquen autors com Ibn al-Fàrid.
Naturalment, són milers els autors àrabs moderns que tenen una certa notabilitat, i molts d'ells han destacat no sols com a poetes o escriptors, sinó també en altres camps, com a polítics, científics o intel·lectuals, entre d'altres.

### Ciència

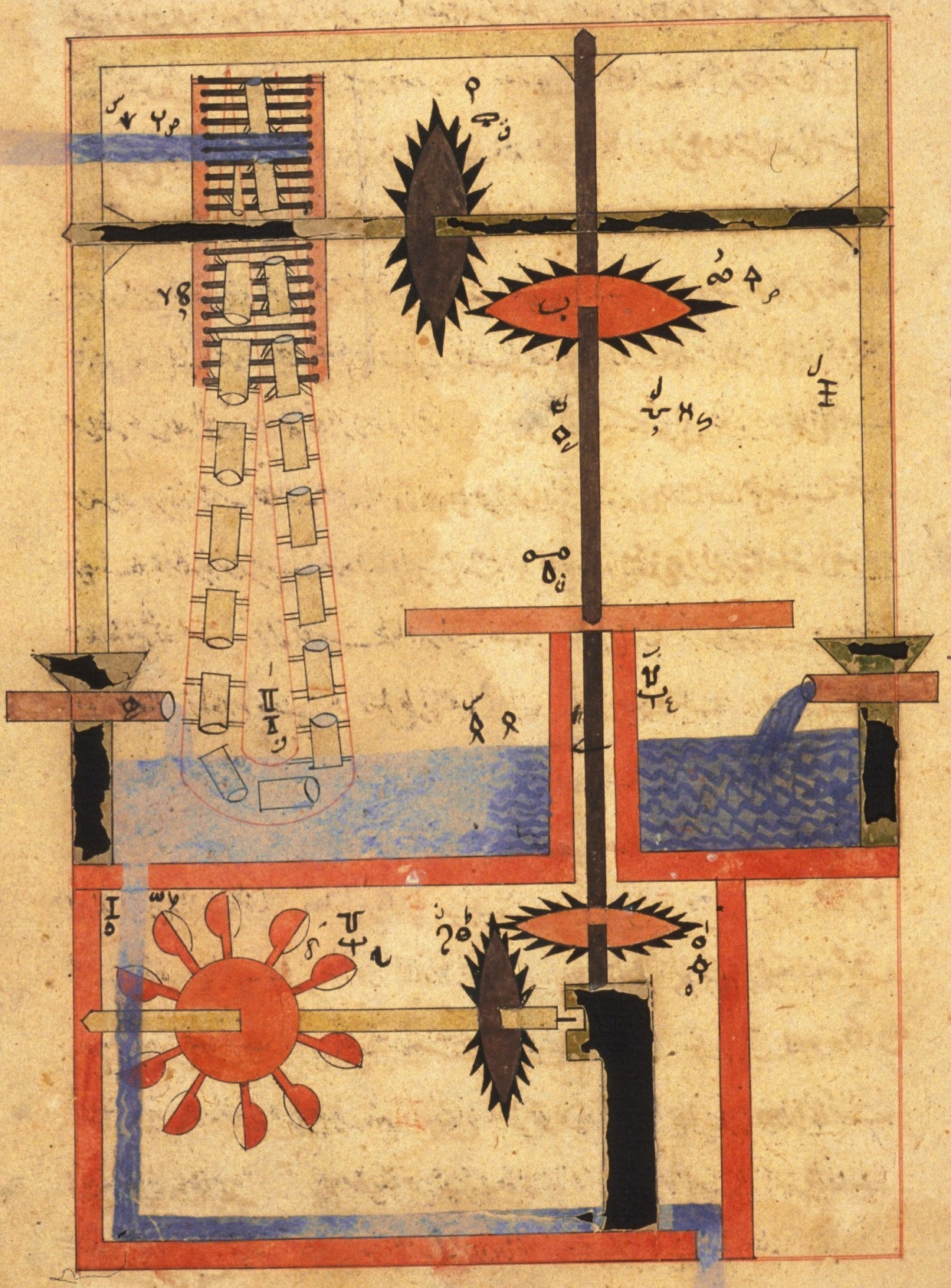
Tractat de mecànica hidràulica

L'edat d'or de l'islam començà a mitjans del segle viii, amb l'establiment del Califat Abbàssida i el trasllat de la capital des de Damasc a la ciutat de Bagdad, acabada de fundar, i es va allargar fins a mitjan segle xiii. Els abbàssides estaven influïts pels manaments de l'Alcorà i pels hadits, les paràboles de Mahoma de l'estil de «la tinta dels estudiants és més sagrada que la sang dels màrtirs», que accentuaven el valor del coneixement. Durant aquest període, el món islàmic esdevingué un focus intel·lectual per a la ciència, la filosofia, la medicina i l'educació, ja que els abbàssides lideraven la causa del coneixement i van establir la Casa de la Saviesa (en àrab بيت الحكمة, Bayt al-Hikma) a Bagdad, un centre de traducció, creació i ensenyament de molt alt nivell. La Casa de la Saviesa traduí bona part del llegat científic i literari de l'antiga Grècia, de Pèrsia i de l'Índia, i també va tenir una important producció pròpia. Les dinasties àrabs rivals dels abbàssides, els fatimites d'Egipte i els omeies d'al-Àndalus, també foren centres culturals de primer ordre, amb ciutats com el Caire i Còrdova, que rivalitzaven amb Bagdad. Finalment, a Toledo i a Sicília, tota aquesta bibliografia es va poder traduir al llatí i va permetre l'eclosió del Renaixement a Occident.

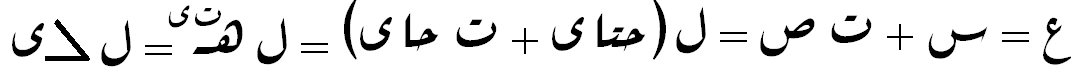
Fórmula matemàtica en àrab, que cal llegir de dreta a esquerra, i que equival a.

### Gastronomia

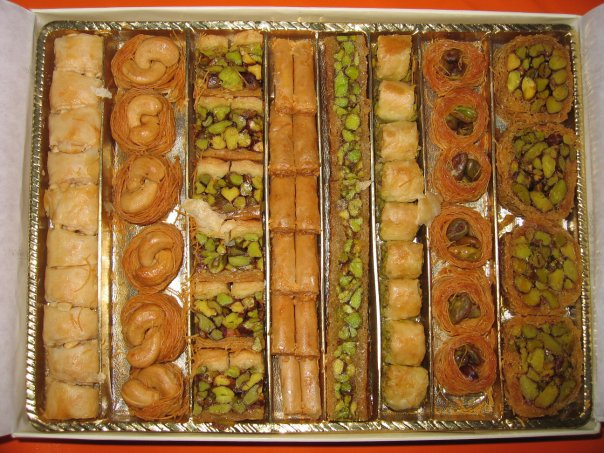
Pastissos àrabs

La gastronomia del món àrab, que inicialment fou una cuina de pastors que vivien en entorns desèrtics, amb l'expansió territorial va anar recollint les tradicions gastronòmiques dels pobles ocupats i les va anar escampant per tota la seva àrea d'influència. La cuina àrab ha tingut molta influència en la cuina dels Països Catalans durant l'edat mitjana. Actualment, és bàsicament una cuina mediterrània, amb una certa influència de la cuina índia i asiàtica en general, en especial per l'ús d'espècies gràcies a la Ruta de la seda i de l'expansió de l'Imperi Otomà.
El puré de cigrons i el d'albergínia són molt populars; contenen pasta de sèsam. En menor quantitat es menja carn, especialment de xai i, a la costa, peix, especialment blau. I n'hi ha una gran varietat de pastissets molt sofisticats, que es poden prendre per acompanyar el te o el cafè.

## Religions

### L'antic politeisme
Abans de l'aparició de l'islam, la majoria dels àrabs seguien sent politeistes. Hubal era el principal déu que adoraven, tot i que en tenien d'altres.
Alguns grups aïllats, tanmateix, els anomenats hanifs, havien rebutjat el politeisme i abraçat el monoteisme, però sense apuntar-se a cap religió concreta. Algunes altres tribus s'havien convertit primer al judaisme o bé, més tard, al cristianisme. Els principals regnes àrabs cristians foren els gassànides i els làkhmides. Quan el rei dels himyarites es va convertir al judaisme a finals del segle iv, les elits dels altres regnes importants d'Aràbia van esdevenir vassalls del Regne himyirita, i aparentment també convertits, si més no parcialment. Amb l'expansió de l'islam, els àrabs politeistes foren islamitzats ràpidament, i les tradicions politeistes van anar desapareixent gradualment,
però el mateix va passar amb la major part dels àrabs jueus i cristians.

### Islam

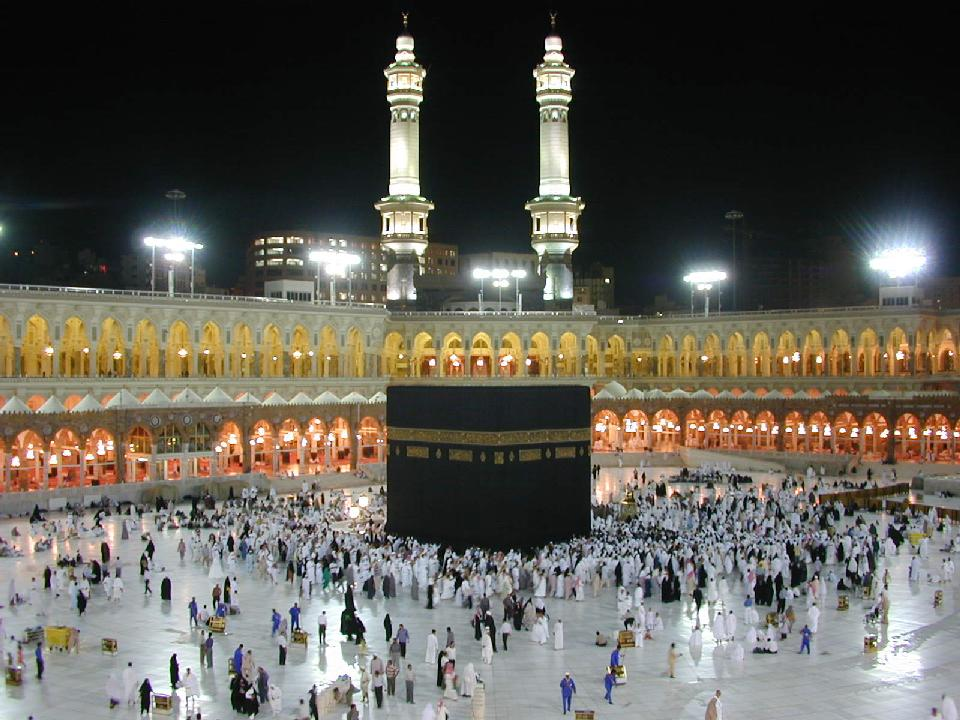
La Kaba, localitzada a la Meca (Aràbia Saudita), és el centre de l'islam i és considerada «casa del Déu únic»

Actualment, la major part dels àrabs són musulmans, i més concretament sunnites, especialment al nord d'Àfrica. Aquesta primacia tan gran dels musulmans sobre qualsevol altra religió, unida al fet que l'islam s'originà, de fet, a Aràbia, és el que porta sovint a la confusió del tot errònia entre els conceptes àrab/musulmà i món àrab/món islàmic.
La resta són xiïtes, dominants al sud d'Iraq, al Khuzestan (regió àrab a l'Iran) i al Líban, i amb importants minories a Aràbia Saudita, Kuwait, el nord de Síria, la regió d'al-Batinah a Oman, i el nord del Iemen.
També existeix un petit grup d'ismaïlites, que estan ubicats principalment a Síria i al Iemen. L'ismaïlisme és una secta musulmana derivada del xiisme.

### Cristianisme

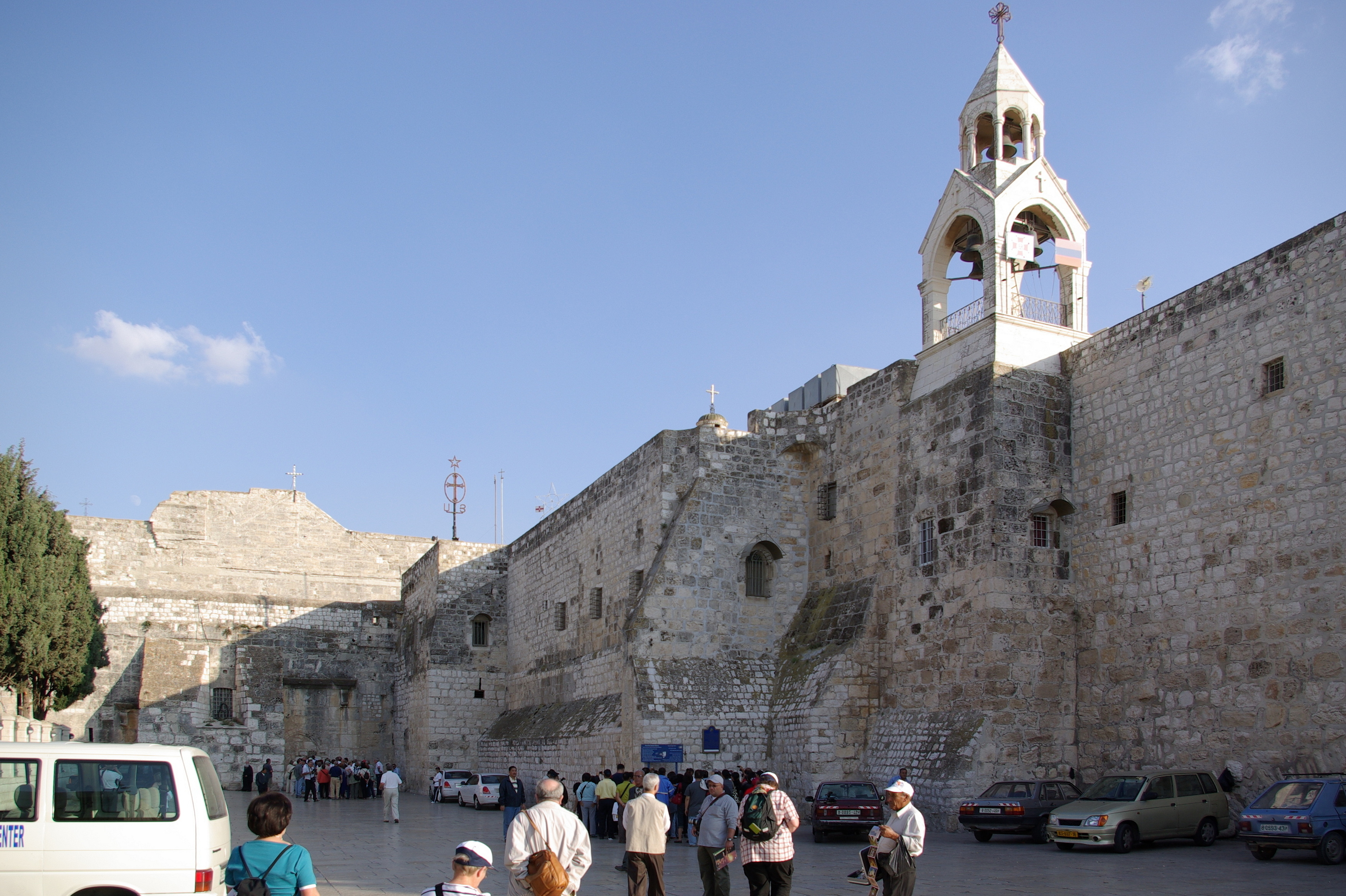
L'església de la Nativitat, a Betlem (Palestina), construïda sobre la cova on la tradició situa el lloc del naixement de Jesús

Els àrabs cristians segueixen en general les esglésies orientals, com l'Església ortodoxa grega, l'Església catòlica melquita, l'Església maronita, l'Església ortodoxa siríaca, l'Església catòlica caldea (aquestes dues majoritàries a Iraq) i l'Església ortodoxa copta (a Egipte). Els melquites i els maronites es mantenen sota l'obediència de Roma, i formen part, per tant, de la gran família catòlica mundial.
Actualment, entre un 7,1% i un 10% dels àrabs són cristians, juntament amb altres minories de la zona, i constitueixen el 5,5% de la població total del Proper Orient, però la seva distribució és molt desigual. Al Líban hi ha la concentració de cristians més gran del món àrab, a l'entorn del 39%. A Síria arriben al 16% de la població. A l'antiga Palestina britànica s'estima que se n'arribà a un màxim del 25%, però actualment s'ha baixat fins al 3,8% principalment a causa de l'èxode palestí de 1948. Actualment, en aquest mateix àmbit, a Cisjordània són un 8% i a la Franja de Gaza tan sols el 0,8%, mentre que a Israel-Palestina els àrabs cristians són l'1,7% (aproximadament el 9% de la població palestina de l'estat d'Israel-Palestina). A Iraq actualment els cristians són només un 2%, després de la forta davallada després de la Guerra del Golf. A Jordània en són el 6% i a Egipte el 10% (coptes).
La major part dels àrabs emigrats a Nord-amèrica i a Sud-amèrica són cristians, així com la meitat aproximadament dels que hi ha a Austràlia, arribats principalment des del Líban, Síria i Palestina.

### Judaisme

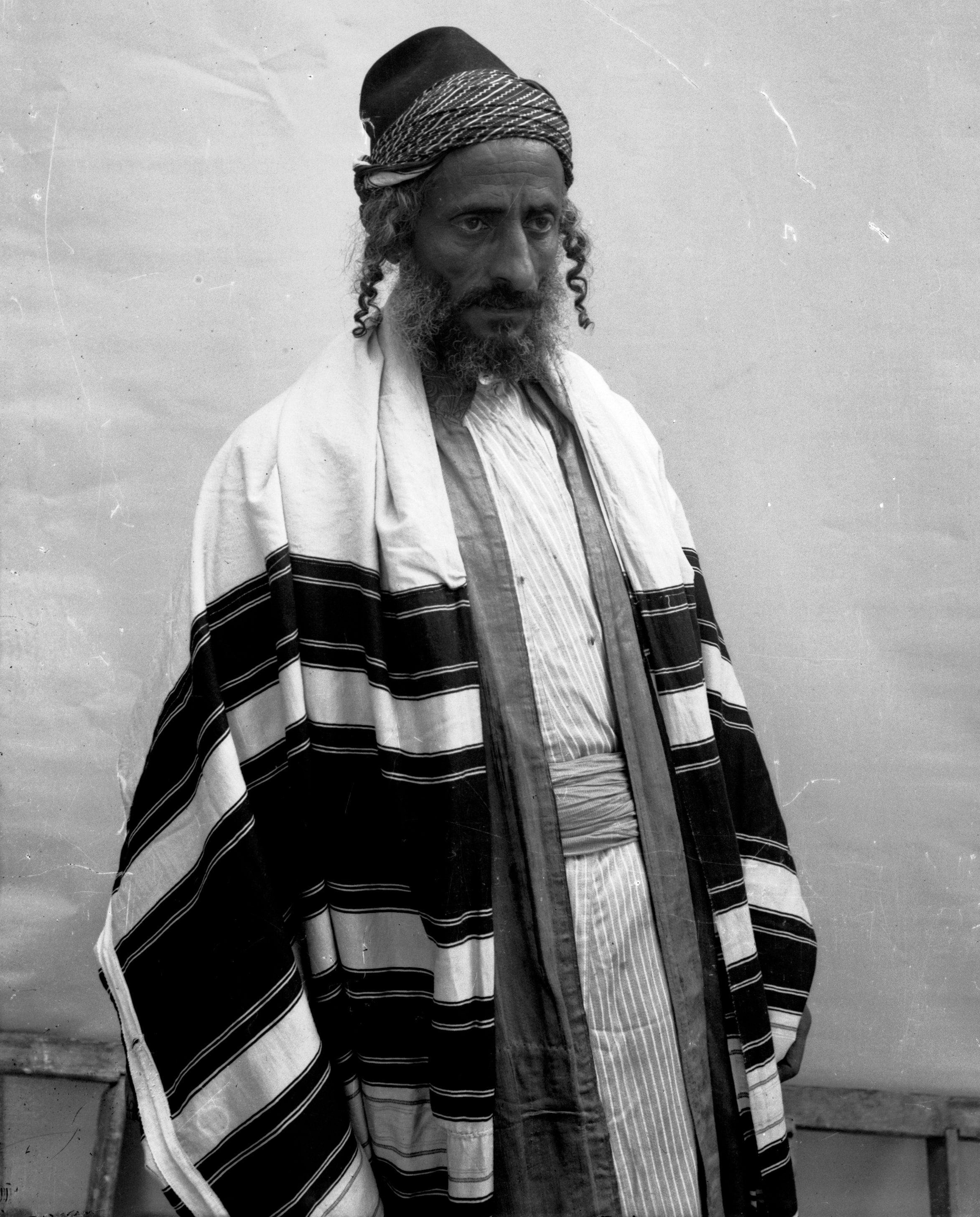
Jueu iemenita a finals del

Els jueus dels països àrabs, principalment mizrahim i iemenites, actualment no són considerats àrabs. De fet, actualment seria un tabú absolut dir-li àrab a un jueu oriental, des de l'esclat del conflicte araboisraelià. Ara bé, en el passat, la situació era molt diferent. El sociòleg Philip Mendes afirma que abans dels atacs antijueus dels anys 1930 i 1940, tots els jueus d'Iraq «es veien ells mateixos com a àrabs de fe jueva, més que una ètnia o nacionalitat diferenciada». Així mateix, abans de les migracions massives de jueus sefardites a l'Orient Mitjà dels segles xvi i xvii, les comunitats jueves del que ara són Síria, l'Iraq, Palestina, Líban, Egipte i el Iemen eren anomenats pels altres jueus mustarabí, és a dir, ‘arabitzats’. I abans de l'aparició del terme mizrahim, sovint s'anomenava «jueus àrabs» tots els jueus del món àrab. Aquesta denominació actualment ha caigut en desús. Els pocs jueus que encara romanen als països àrabs es concentren bàsicament al Marroc i a Tunísia. Des del 1948 fins als primers anys 1960, després de la creació de l'estat d'Israel a Palestina, la majoria d'aquests jueus van deixar els seus països de naixença i s'instal·laren gairebé exclusivament al nou estat. Alguns van emigrar a França, on ara són el col·lectiu jueu més important, superant en nombre els jueus asquenazites, i molt pocs als Estats Units.

### Els drusos
Els drusos són una petita comunitat religiosa àrab que es concentra al Líban, Palestina, Israel i Síria. Els drusos es consideren ells mateixos musulmans, tot i que els musulmans autèntics no ho accepten. De fet, deriven de la branca xiïta. Tanmateix, molts reclamen la independència de la seva fe respecte de les altres religions de la zona, i consideren que la seva és més aviat una filosofia, tot i que tenen llibres de culte, creuen en la reencarnació i preguen a cinc missatgers de Déu.

### LaFe Bahà'í
Els bahà'í són una comunitat molt particular, amb un missatge més filantròpic que religiós, i amb implantació a tot el món. Tot i que té un dels seus centres mundials a la ciutat palestina de Haifa, la Fe Bahà'í és originària de l'Iran (fora del món àrab).

## Expansió territorial
El poble àrab ha protagonitzat una gran expansió territorial (Països àrabs) sota l'impuls de l'islam. Han assimilat una gran multitud de pobles de l'Àsia sud-occidental i del nord d'Àfrica.
Actualment, el món àrab és la tercera unitat geocultural més gran del planeta després de Rússia i Angloamèrica, amb una població que depassa els 300 milions i un territori de més de 14.000.000 km², des de l'oceà Atlàntic a l'oest fins al mar d'Aràbia a l'est. La taula següent es basa en els parlants d'àrab:

## Diàspora
La diàspora àrab comprèn entre 30 i 50 milions de persones distribuïdes per tots els continents i gairebé per tots els països del món. Més de la meitat dels àrabs de la diàspora es concentren a Llatinoamèrica. Altres regions amb importants concentracions en són Europa occidental, Àsia occidental i Nord-amèrica.
Segons l'Organització Internacional per a les Migracions, hi ha 13 milions d'emigrats àrabs de primera generació en tot el món, 5,8 dels quals viuen als mateixos països àrabs. Els expatriats contribueixen a la circulació de capitals financers i humans a la zona i, d'aquesta manera, a la promoció d'un desenvolupament regional significatiu. El 2009 els països àrabs van rebre un total de 35,1 bilions de dòlars en remeses procedents dels emigrants. I el volum de les remeses enviades a Jordània, Egipte i Líban des d'altres països àrabs són entre un 40% i un 190% més elevades que els intercanvis comercials entre aquests mateixos estats.

### Àrabs del Caucas i de l'Àsia central
El 1728, un funcionari rus descrigué un grup d'àrabs sunnites nòmades que poblaven la plana de Mughan, a la costa de la mar Càspia, a l'actual Azerbaidjan, i que parlaven una barreja de turc i àrab. Es creu que aquests grups d'àrabs van arribar al Caucas al segle xvi. L'edició del 1888 de l'Encyclopædia Britannica encara esmenta un cert nombre d'àrabs que poblaven la província de Bakú, a l'Imperi rus. Aquesta gent haurien conservat un dialecte àrab («àrab shirvànic») almenys fins a mitjan segle xix, si bé des d'aleshores havien estat totalment assimilats pels seus veïns àzeris i tats, la majoria xiïtes. Actualment, només a l'Azerbaidjan, encara hi ha una trentena de topònims que contenen el prefix Arab-, com ara Arabgadim (en àzeri: Ərəbqədim), Arabojaghy (Ərəbocağı), Arab-Yengija (Ərəbyengicə), etc.
Des de l'època de la conquesta àrab del Caucas, es va produir un corrent migratori àrab continuat però de poc volum des de diverses zones araboparlants cap al Daguestan, cosa que va influir i formar la cultura de les poblacions locals. Fins a mitjan segle xx, encara hi havia persones al Daguestan que declaraven l'àrab com a llengua materna, i la majoria vivien a la població de Darvag, al nord-oest de Derbent. El darrer d'aquests testimonis és dels anys 1930. La majoria de comunitats àrabs al Daguestan meridional van patir un procés de turquització lingüística, de manera que avui Darvag és una població majoritàriament àzeri.
Segons l'historiador Ibn Khaldun, els àrabs que hi havia hagut a l'Àsia central havien resultat morts o bé havien fugit quan es va produir la invasió tàtara de la regió, i només hi havien romàs els pobladors autòctons. Tanmateix, actualment molta gent de l'Àsia central s'identifiquen com a àrabs. La majoria estan completament integrats amb les ètnies locals, i sovint s'hi identifiquen fins i tot amb el nom, és a dir, que es diuen ells mateixos tadjiks o bé uzbeks, però també empren títols que els permeten identificar de manera inconfusible el seu origen àrab, com ara sayyid (‘senyor’ en àrab), khoja (‘mestre’ en persa) o el cognom familiar Siddiqui (els descendents del primer califa, Abu-Bakr as-Siddiq, molt estesos fins i tot a Índia i Pakistan).
A l'Iran també hi ha una important minoria d'origen i llengua àrab, localitzada sobretot a la província meridional del Khuzestan (abans Arabistan).

## Història

### Període preislàmic

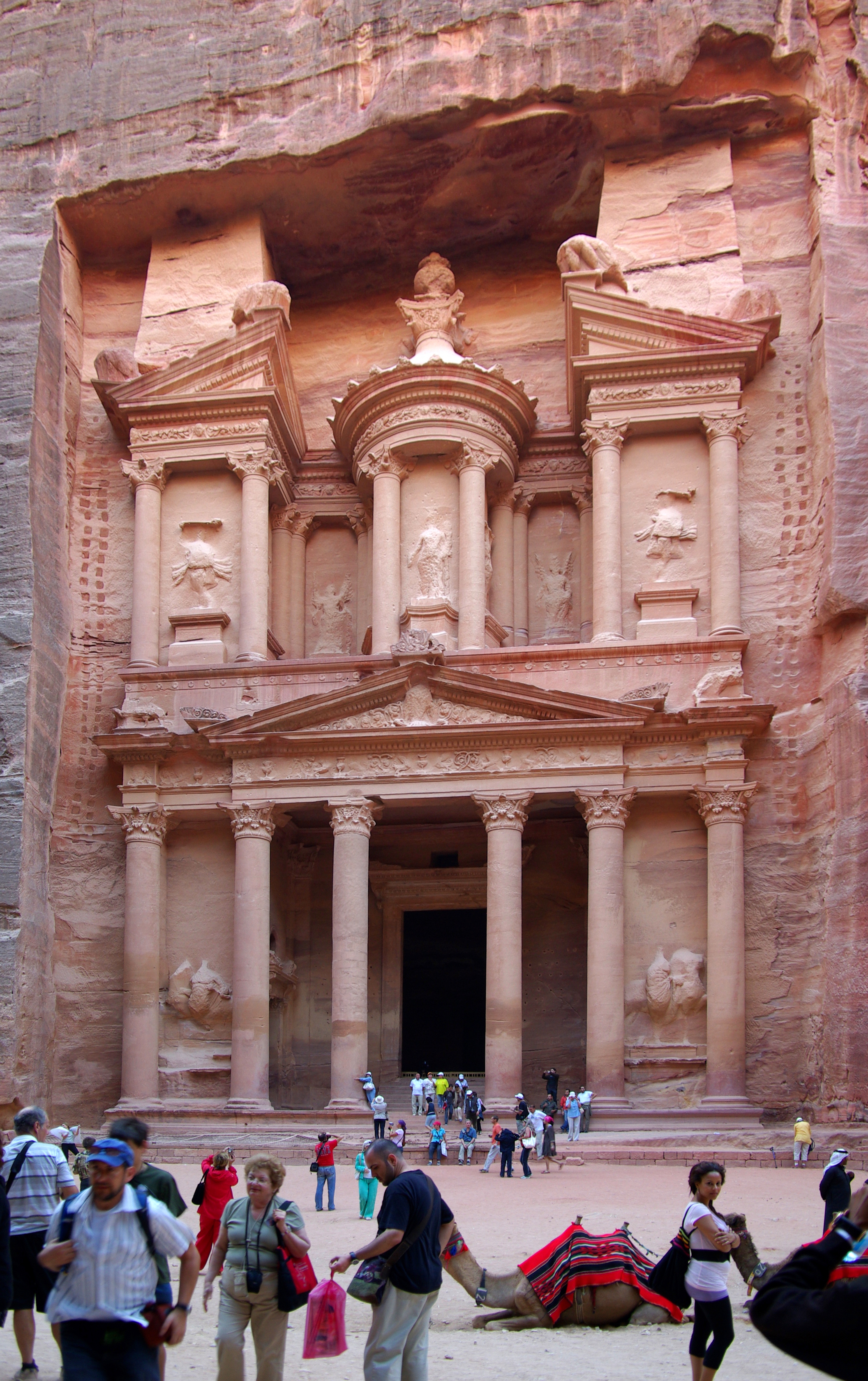
L'antiga ciutat de Petra, a Jordània, construïda a principis del segle I pels nabateus

El país d'on són originaris els àrabs és la península Aràbiga, entre la mar Roja i el golf Pèrsic, i comprèn al nord les terres àrides a l'est del riu Jordà i a l'oest de Mesopotàmia. Els pobles semites que van establir les primeres civilitzacions a Mesopotàmia i el Proper Orient (arameus, accadis i cananeus) també podrien ser originaris d'Aràbia. Sovint es van barrejar genèticament entre si. A poc a poc, però, els pobles semites van anar perdent la seva supremacia al Pròxim Orient i van acabar sotmesos a l'Imperi persa. Tanmateix, l'arameu va seguir funcionant com a llengua franca de Mesopotàmia i el Pròxim Orient fins que fou substituït pel grec després de les conquestes d'Alexandre el Gran.
La primera referència escrita de l'etnònim «àrab» és una inscripció assíria de l'any 853 aC, en què el rei Salmanassar III esmenta un rei Gindibu de mâtu arbâi (‘la terra àrab’) entre els que ha pogut derrotar en la batalla de Karkar. Alguns dels noms que trobem en aquests texts són en arameu, mentre que els altres són els primers testimonis dels dialectes protoaràbics: diversos etnònims s'han traduït convencionalment per ‘àrab’: arabi, arubu, aribi i urbi. Moltes reines kedarites foren descrites com a reines dels aribi. La Bíblia hebrea es refereix ocasionalment als pobles arvi (o altres variants), que traduïm per ‘àrabs' o ‘aràbics’. L'abast real d'aquest terme en aquesta època tan primitiva no és prou clar, però sembla que es refereix a diverses tribus semites nòmades dels deserts de Síria i d'Aràbia.
Els nabateus foren uns nouvinguts nòmades que van ocupar el territori que havien abandonat els edomites. Les inscripcions més antigues que ens han deixat són en arameu, però a poc a poc es van anar passant a l'àrab, i són el primer poble que escriu en aquesta llengua. De fet, l'alfabet nabateu fou adoptat pels àrabs i esdevingué l'escriptura àrab moderna cap al segle iv.

#### Primeres migracions
Per als grecs i per als romans, el terme arabi servia per a designar qualsevol tribu nòmada dels deserts del Proper Orient. Els romans anomenaven Aràbia Pètria la seva província fronterera amb l'Imperi persa, al voltant de la ciutat de Petra, i que des dels darrers segles abans de l'era cristiana va anar caient cada cop més sota la influència àrab, sobretot amb la migració dels gassànides, des del segle iii. El llunyà Iemen era l'Aràbia Feliç, perquè era l'únic racó fèrtil de la península. I els deserts no conquerits més enllà de les fronteres orientals i meridionals de l'imperi eren l'Aràbia Magna.
Els gassànides, els làkhmides i els kinda van protagonitzar la darrera gran migració de gent del Iemen cap al nord abans de l'aparició de l'islam.
- Els gassànides van revifar la presència semita a l'aleshores hel·lenitzada Província romana de Síria, que van controlar fins a l'expansió de l'islam. Es van establir principalment a la regió d'Hauran i es van expandir cap al territori dels actuals Líban, Palestina i Jordània.
- Els làkhmides es van establir a la regió del Tigris mitjà, en aliança amb l'Imperi Sassànida contra els gassànides i l'Imperi Romà d'Orient. Disputaven el control de les tribus de l'Aràbia central als kinda. Els sassànides van dissoldre el Regne làkhmida l'any 602.[63]
- Els kinda van emigrar del Iemen junt amb els gassànides i els làkhmides, però es van desviar cap a Bahrain i després van retornar al Iemen, on van constituir un regne vassall dels himiarites, que controlava la major part del centre i nord d'Aràbia, fins a la caiguda dels himiarites el 525 aC.

### Període islàmic

Expansió del Califat
Mahoma, 622-632
Califes Raixidun, 632-661
Califes Omeies, 661-750

Els musulmans de Medina anomenaven les tribus nòmades del desert els a'raab, i ells es consideraven diferents perquè eren sedentaris, tot i que eren conscients dels llaços ètnics que els unien. El terme a'raab reflecteix el que tenien els assiris per als nòmades, amb els quals tenien una relació molt estreta, i als quals havien derrotat a Síria.
En la terminologia islàmica més antiga, en l'Alcorà, ʿarabiy es refereix a la llengua àrab i ʾaʿrāb als àrabs beduïns, amb les connotacions negatives de ser la gent que s'atrinxeraven al desert per resistir l'avenç de la islamització. Però després de la conquesta del desert interior, al segle viii, la llengua que parlaven els nòmades beduïns passà a ser vista com la forma més pura i incontaminada de la llengua àrab.

#### Síria i Iraq
L'aparició de l'islam va fer que s'apleguessin moltes tribus d'Aràbia que fins aleshores vivien enfrontades, i les va projectar cap al nord a la conquesta de Síria i l'Iraq. El 661, sota el govern de la dinastia Omeia, Damasc va esdevenir la capital del califat. En els nous territoris conquerits, els àrabs constituïen l'elit militar dominant i, en conseqüència, gaudien de privilegis especials. Se sentien molt orgullosos dels seus avantpassats àrabs i promovien la poesia i la cultura de l'Aràbia preislàmica, que es fonia progressivament amb la cultura d'aquests països. Hi van establir guarnicions militars a Ramla, Raqqà, Basra, Kufa, Mosul i Samarra, totes les quals més endavant van esdevenir ciutats.
El califa Abd-al-Malik establí l'àrab com a idioma oficial del califat el 686. Aquesta disposició va tenir una gran influència en els països no àrabs conquerits i va alimentar l'arabització de la regió. Tanmateix, la situació privilegiada dels àrabs sobre els no àrabs conversos i els impostos addicionals que havien de pagar aquests van anar generant un ressentiment contra els àrabs d'origen. El califa Úmar II intentà resoldre el conflicte quan va assumir el poder el 717, proclamant que tots els musulmans havien de ser tractats igual, però les seves intencions reformadores no van tenir efecte perquè va morir quan només portava tres anys al poder. En conseqüència, el malestar contra els Omeies s'escampà per tota la regió i va esclatar una revolta que donà el poder als abbàssides i va traslladar la capital a Bagdad. Els abbàsides també eren àrabs, ja que descendien d'Abbàs, oncle de Mahoma, però, a diferència dels Omeies, tenien el suport dels grups musulmans no àrabs. Quan van haver adoptat la llengua àrab i la religió islàmica, les poblacions del Pròxim Orient i d'Iraq havien estat, a més, arabitzades.

#### El nord d'Àfrica i al-Àndalus

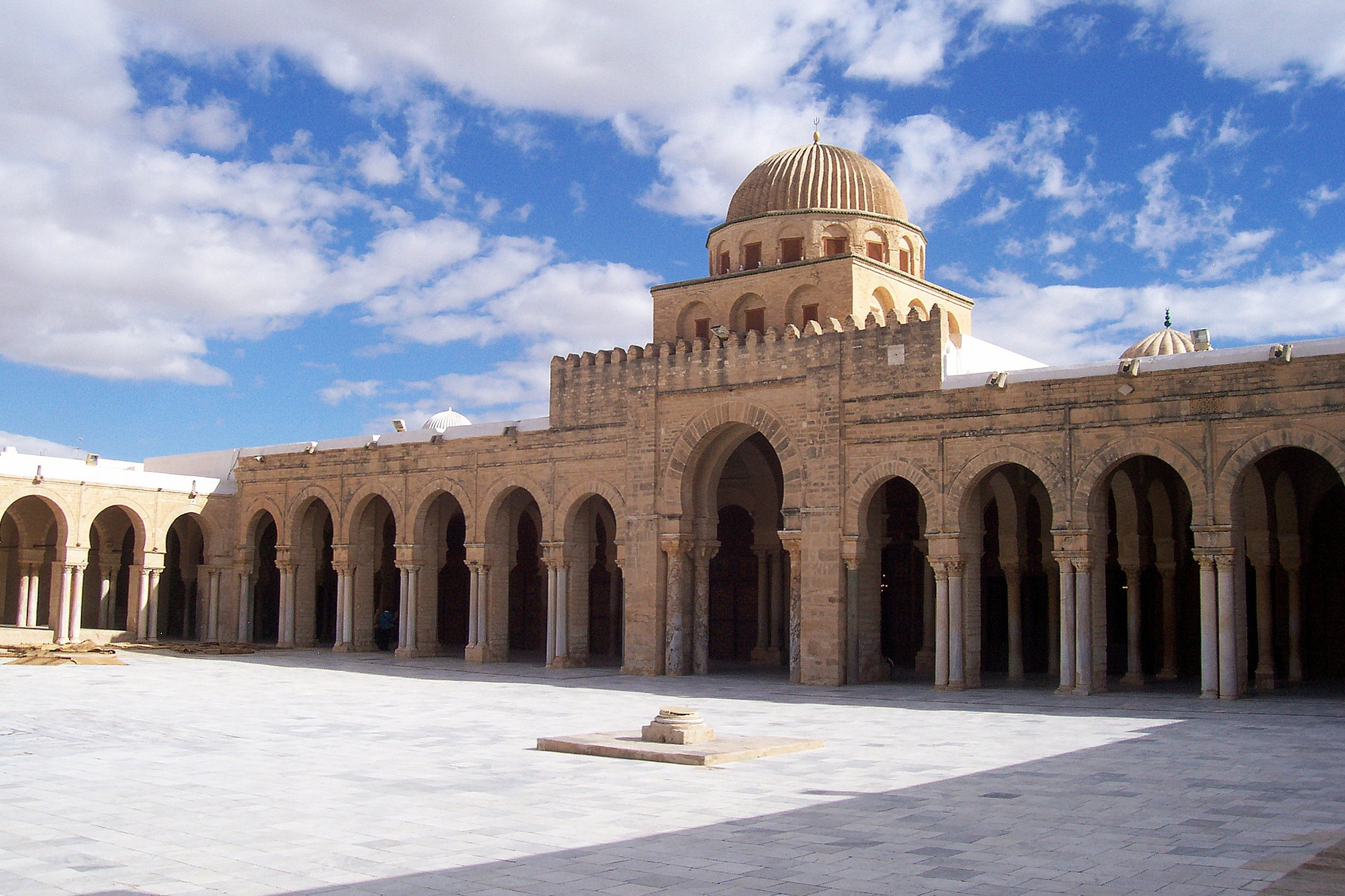
La mesquita d'Uqba o Gran Mesquita de Kairuan (Tunísia), fundada el 670, és la més antiga de tot l'islam occidental

Al nord d'Àfrica, els amazics es van resistir molt a la conquesta arabomusulmana, però, després de ser derrotats i assimilats, van contribuir decisivament a la invasió de la península Ibèrica. De fet, la major part de la tropa que passà l'estret de Gibraltar a partir de l'any 711 la constituïen amazics, i fins i tot la comandava el cap amazic Tàriq ibn Ziyad. Els primers segles de dominació musulmana al nord d'Àfrica i a la península Ibèrica la immigració àrab a la zona fou poc important. L'al-Àndalus era de població majoritàriament ibero-romanogoda, amb una minoria significativa amaziga, mentre que els àrabs constituïen una petita però poderosa elit. No passà gaire temps fins que al-Àndalus i bona part del Magrib es van alliberar del Califat Omeia. Al Marroc, les tribus amazigues van propiciar l'aparició de diversos estats independents. Amb el col·lapse del Califat Omeia, al-Àndalus va esdevenir l'escenari de conflictes ètnics entre àrabs i amazics. L'últim supervivent de la dinastia Omeia, Abd ar-Rahman I, pogué fugir de la persecució dels seus rivals i es refugià a Al-Àndalus. Com que descendia alhora d'àrabs i d'amazics, fou capaç de calmar els contrincants i creà l'Emirat de Còrdova.
El gruix més important d'immigració àrab al Magrib no va arribar fins al segle xi, quan les tribus beduïnes Banu Hilal van ser enviades pels fatimites contra la dinastia Zírida, i, després de derrotar-la, van seguir avançant pel seu compte. Això va contribuir decisivament a l'arabització de la zona, i també a l'expansió del nomadisme en llocs que abans havien estat predominantment agrícoles. Foren destruïts molts pobles i ciutats a tot el Magrib. Mentre que les àrees costaneres i urbanes van seguir sota control amazic, l'interior quedà fora de control i sota domini dels beduïns. Ibn Khaldun va testimoniar que les zones devastades pels invasors Banu Hilal van esdevenir completament desertitzades. Tot i que els amazics van seguir governant la regió fins al segle xvi, amb diverses dinasties, com els Almoràvits, els Almohades, etc., el cert és que l'arribada d'aquestes tribus va contribuir molt a la seva arabització des dels punts de vista lingüístic i polític.

#### El califat

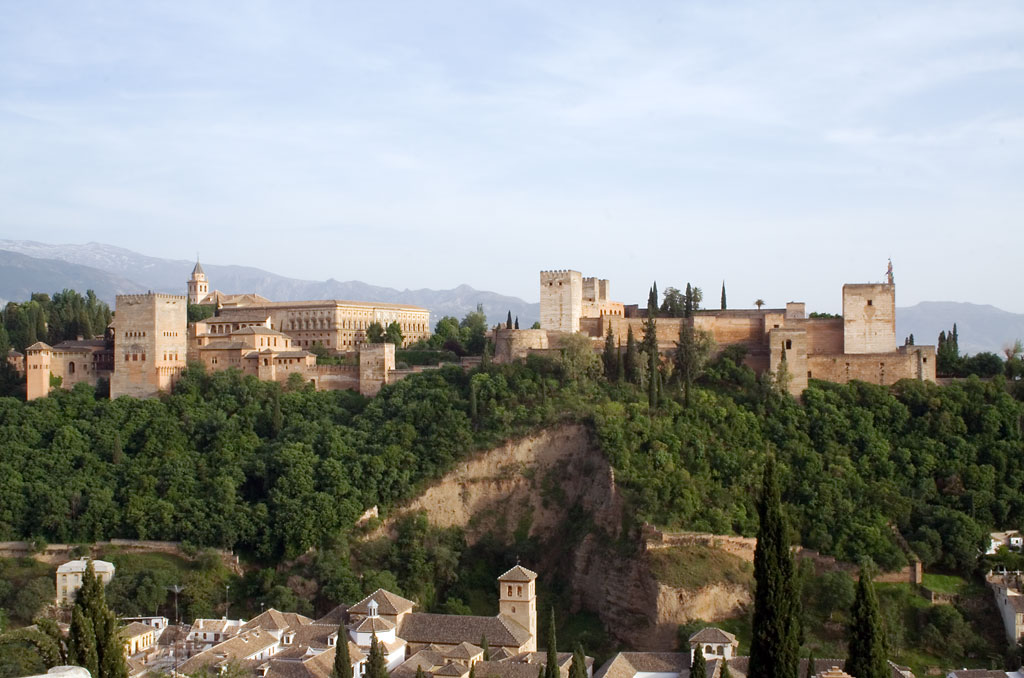
Vista de l'Alhambra des de l'Albaicín, a Granada

Durant l'època de l'expansió de l'islam del segle vii i principi del VIII, s'establí el califat (en un principi, Califat Raixidun), fins a esdevenir un dels imperis més grans de la història. L'edat d'or de l'Islam s'inicià a mitjan segle VIII amb l'arribada al poder de la dinastia abbàssida i la substitució de la vella capital Damasc per l'acabada de fundar Bagdad. Durant el període dels Abbàssides, sota la influència dels preceptes corànics i dels hadit, el món islàmic esdevingué un centre cultural de primer ordre, on floriren la ciència, la filosofia, la medicina i l'ensenyament, de manera que els Abbàssides van encoratjar la causa del coneixement i van establir la Casa del Saber (en àrab: بيت الحكمة) a Bagdad, on els intel·lectuals, musulmans i no musulmans, maldaven per traduir i recollir la totalitat del coneixement humà en llengua àrab. Moltes obres de l'antiguitat clàssica, que havien estat oblidades, foren traduïdes a l'àrab i després al turc, al persa, a l'hebreu i al llatí. Durant aquest període, el món islàmic fou un gresol de cultures on es recollia, se sintetitzava i es feia avançar el coneixement obtingut per la humanitat des de les antigues civilitzacions de Mesopotàmia, Roma, Xina, l'Índia, Pèrsia, Egipte, nord d'Àfrica, Grècia i l'Imperi Romà d'Orient. Les dinasties musulmanes rivals, com ara els Fatimites d'Egipte i els Omeies d'al-Àndalus, també foren nuclis importants de cultura, amb ciutats com el Caire i Còrdova, que rivalitzaven amb Bagdad.

#### Califat otomà

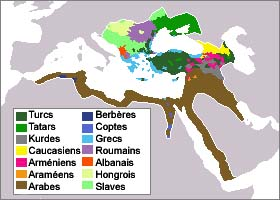
Els àrabs (en marró) a l'Imperi Otomà

Quan l'Imperi Otomà va sotmetre el Califat àrab i adoptà per al seu sobirà el títol de califa, s'inicià una nova era de dominació per a tot el poble àrab, que es va estendre des del 1513 fins al 1922. Però els àrabs no van notar gaire el canvi, de fet, perquè els turcs otomans van aprofitar el model d'administració àrab preexistent.

#### L'actualitat
Després de la caiguda de l'Imperi Otomà el 1918, la majoria dels àrabs moderns viuen en el món àrab, que comprèn una vintena d'estats independents a l'Orient Mitjà (inclosa Palestina) i al nord d'Àfrica. Tots aquests estats comparteixen una política exterior comuna centrada en el conflicte araboisraelià, tot i que només els més propers a Israel tenen o han tingut una participació real en la guerra.
En els anys trenta del segle xx, quan en molts estats musulmans, i sobretot àrabs, es discutia sobre una nova organització política i territorial després de la disgregació de l'Imperi Otomà, van sorgir dues noves ideologies que propugnaven la unió, bé de tots els àrabs en una sola nació (el panarabisme), bé de tots els musulmans a l'entorn de l'islam i sota l'imperi de la llei islàmica (el panislamisme). Ambdues ideologies unitaristes, però, han hagut de competir en l'escena política amb els nacionalismes locals dels diversos estats àrabs.

Dates d'incorporació dels membres de la Lliga Àrab

Una conseqüència pràctica del panarabisme fou la creació de la Lliga Àrab, fundada al Caire el 22 de març de 1945 amb sis membres: Egipte, l'Iraq, Transjordània (anomenada Jordània a partir de 1946), Líban, Aràbia Saudita i Síria. El Iemen s'hi va afegir el 5 de maig. Actualment té 22 membres i quatre observadors. L'objectiu principal de l'organització és «reforçar les relacions entre els estats membres i coordinar la col·laboració entre ells, salvaguardar la independència i sobirania dels estats membres, i tractar de manera general els assumptes i interessos dels països àrabs.»
El cabdill egipci Nasser fou el principal líder del panarabisme. Com a líder carismàtic, tot el món àrab li exigia que acabés amb el problema palestí, mitjançant la derrota militar d'Israel. D'altra banda, els dirigents israelians percebien com un perill que Nasser pogués unir els atomitzats països àrabs de la zona sota una estructura estatal única, i també que pogués convertir-se en un nou Atatürk àrab, de manera que es buscà l'enfrontament armat per derrotar-lo i provocar-ne la caiguda. Aquestes tensions van dur el 1967 a la Guerra dels Sis dies, que suposà un fracàs militar enorme per als països àrabs que hi van participar (Egipte, Síria i Jordània), i per a tots els seus aliats. Aquesta desfeta marcà el final del panarabisme, ja que la població àrab es va sentir tan defraudada pels resultats d'aquesta guerra, com ja li havia passat amb la Guerra araboisraeliana de 1948 i, igual que llavors, l'opinió pública es radicalitzà, aquesta vegada al voltant de moviments islamistes com el que faria eclosió el 1979 amb la Revolució islàmica a l'Iran.
En part com a reacció contra l'occidentalització i en part atiada pel conflicte araboisraelià, a la darreria del segle xx s'ha estès entre els àrabs una forta onada d'islamisme polític radical, que domina qualsevol moviment polític, no sols als països àrabs, sinó a tot el món islàmic en general.
D'altra banda, a partir del 2010, alguns països s'han vist agitats amb diversa intensitat per la Primavera Àrab, un moviment de protesta i voluntat de regeneració política que s'ha generat i estès principalment per iniciativa popular i amb l'ajut de les noves tecnologies, tot i que el seu avenç xoca frontalment amb la força i la implantació popular de l'islamisme polític.